# Paternò (famiglia)
Il Casato di Paternò è una famiglia principesca siciliana, tra le più importanti e antiche dell'aristocrazia italiana. Fondata nel XI secolo, è una delle quattro famiglie siciliane con più di mille anni di storia. La famiglia Paternò ha anche una particolare ascendenza, originando da tre case sovrane e reali. Per via maschile, e secondo la tradizione (deducibile ma non verificabile), è un ramo cadetto dalla casa sovrana di Barcellona (divenuti anche Re d'Aragona). Per via femminile invece, proviene dagli Altavilla (Re di Sicilia) e dai Provenza (Re d'Italia, Imperatori del Sacro Romano Impero e discendenti, a loro volta, dai Carolingi, un tempo Re dei Franchi). Queste ascendenze permettono ai Paternò di risalire fino a prima dell'VIII secolo.
Il casato dei Paternò ha dato viceré, presidenti del Regno, strategoti di Messina (la seconda carica del Regno di Sicilia), vicari generali del Regno, innumerevoli senatori e ambasciatori a re e pontefici, Cardinali, Arcivescovi, Vescovi, rilevanti mecenati (vedi Museo Biscari), importanti uomini politici e cavalieri che hanno combattuto su molti campi di battaglia storici (per esempio Aquisgrana, Tunisi, Fiandre, Malta, Sicilia, Napoli, Lepanto ecc.).
Nella loro storia, i Paternò hanno posseduto più di 170 feudi principali (fra principati, ducati, baronie, ecc.) con il privilegio del mero e del misto imperio su quarantotto di questi e, nella Mastra Nobile di Catania (indirettamente organo governativo della città), essa era iscritta come la famiglia più antica, al punto da poterne escludere chiunque non le fosse gradita. Inoltre, in Spagna, i Paternò godettero anche del significativo privilegio di non potere essere mai sottoposti a prigionia o pena, se non per oltraggio a Dio e tradimento del Re. Alla fine del feudalesimo nel XIX secolo, la famiglia aveva conservato la proprietà di "80.000 ettari di territorio" e il diritto a "cinque seggi ereditari nel Parlamento Siciliano", di più cioè di qualunque altra famiglia del Regno, sia di Napoli sia di Sicilia. Essa possedeva inoltre «undici fra città e terre in vassallaggio, con circa 20.000 sudditi, ventisei feudi con il mero e misto imperio ed un’infinità di feudi piani e beni allodiali di ogni sorta, come tenute, ville, palazzi».
I suoi membri sono anche stati insigniti di molti simboli importanti dell'antica cavalleria come Cavalieri del Cingolo Militare (fondato dal gran conte Ruggero), Cavalieri dello Speron d'Oro, Cavalieri dell’Ordine di San Giacomo della Spada, Cavalieri dell'Insigne e reale ordine di San Gennaro, Cavalieri d'Alcántara, e Cavalieri dell'Ordine Costantiniano di San Giorgio. I Paternò sono stati anche decorati con il collare dell'Ordine Supremo della Santissima Annunziata e, in quanto più volte pretori di Palermo, sono stati anche grandi di Spagna per carica. All'inizio del XV secolo, sono entrati a far parte del Sovrano Militare Ordine di Malta, a cui hanno dato un luogotenente di gran maestro, un gran cancelliere, tre Gran Priori e un gran numero di cavalieri e dame.

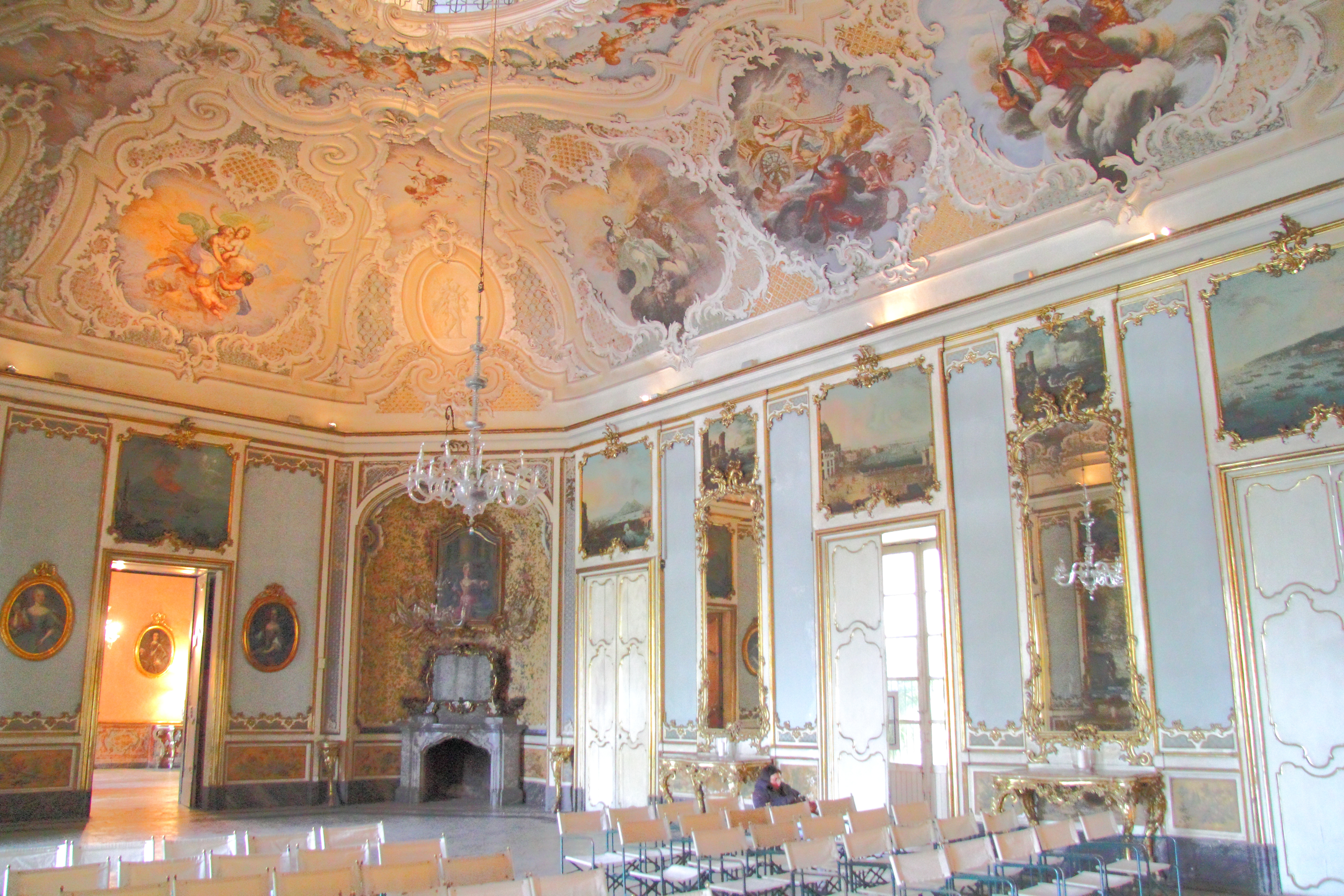
Interni del Palazzo Paternò Castello di Biscari (Catania)

Alla famiglia apparteniene o è appartenuta una serie di dimore storiche (tra cui Palazzo Paternò Castello di Biscari, Palazzo Paternò Castello di San Giuliano, Palazzo Paternò di Manganelli, Palazzo Paternò del Toscano, Palazzo Paternò di Montecupo e San Nicola, Palazzo Asmundo Paternò di Sessa, Castello dei Biscari, Villa Paternò di Spedalotto, eccetera) situate prevalentemente fra Catania, Palermo, Caserta e Napoli.
Inoltre, la famiglia, che inspirò fra l’altro il grande libro di De Roberto, “I Viceré”, lasciò anche un tangibile segno del suo senso cristiano. Fanno testimonianza sia le numerose volte in cui la famiglia Paternò sfamò, a sue spese, tutta o gran parte della città di Catania durante le carestie, sia i sei conventi e cinque orfanotrofi che furono fondati nel corso del tempo dai membri di questa casa e che, in parte, ancora sussistono.
I Paternò, a partire dal 1300, si sono divisi in più di venticinque diverse linee (avendo ognuna di esse titoli principati, ducati, marchesati ecc) e, ad oggi, ne sopravvivono undici:
1. Paternò di Roccaromana e del Toscano (Duchi di Roccaromana; Marchesi del Toscano, Marchesi Paternò)
2. Amico Paternò del Grado (Conti del Grado)
3. Asmundo Paternò di Sessa (Marchesi di Sessa, Marchesi Asmundo Paternò, Marchesi Paternò; Baroni di Villasumndo, Baroni di Collabascia)
4. Paternò Castello di Biscari (Principi di Biscari, Pari del Regno e Regio Consanguineo; Baroni di Imbaccari, Baroni di Mirabella, Baroni d’Aragona, Baroni di Cuba e Sparacogna, Baroni di Baldi, Baroni di Sciortavilla)
5. Paternò Castello di Carcaci (Duchi di Carcaci e Pari del Regno; Baroni di Placa e Bajana)
6. Paternò Castello di Bicocca (Baroni di Bicocca, dei Principi di Biscari)
7. Paternò Castello di San Giuliano (Marchesi di San Giuliano, Marchesi di Capizzi; Baroni di Pollicarini)
8. Moncada Paternò Castello di Valsavoia (Principi di Valsavoia; Baroni d’Armiggi, Baroni del Cugno Mezzano)
9. Paternò di Raddusa (Marchesi di Manchi di Bilici e Pari del Regno, Marchesi Paternò; Baroni di Raddusa)
10. Paternò Ventimiglia di Spedalotto (Marchesi di Regiovanni, Marchesi di Spedalotto; Conti di Prades; Baroni di Pettineo e Pari del Regno, Baroni di Alzacuda, Baroni di Gallitano, Baroni di Culcasi)
11. Paternò di San Nicola e di Montecupo (Principi di Presicce[N 15], Principi di Cerenzia; Duchi di San Nicola, Duchi di Pozzomauro; Marchesi Paternò, Marchesi di Casanova; Conti di Montecupo)

## Storia

### L'ascendenza e l'origine del Casato di Paternò

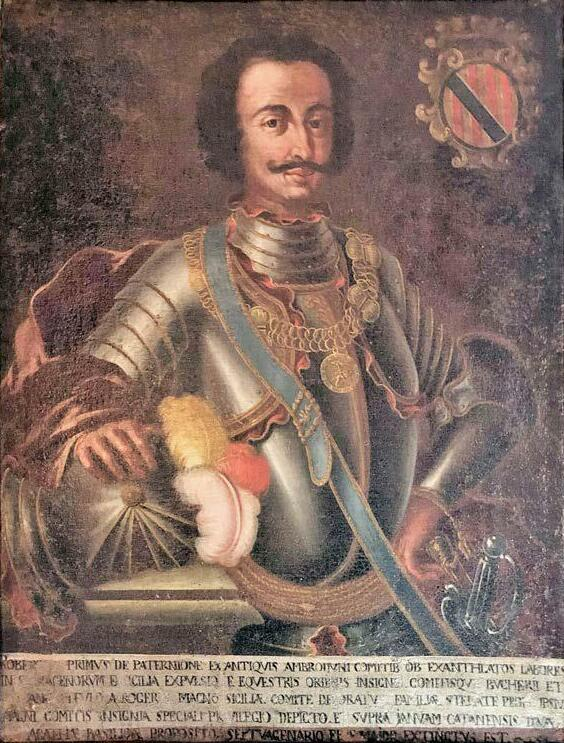
Ritratto postumo di Roberto d'Embrun (Polidoro da Caravaggio,1535)

Dai numerosi documenti storici che la riguardano,dalle varie Genealogie, dai numerosi studi e dalle varie opere enciclopediche, si sa che il capostipite dei Paternò era Roberto, Conte d’Embrun (1040 circa - 1100 circa) e, di lui, si ha anche traccia nel Rollo della Confraternita dei Nobili di Sicilia che Roberto stesso eresse e dove egli è nominato fra i primi (come risulta in una scrittura conservata dal canonico e cronista regio Antonino Amico).
Roberto è considerato membro della Casa Sovrana dei Conti di Barcellona per tre ragioni principali:
- La prima è che i Paternò usano lo stesso stemma[35][41] della Casa di Barcellona-Aragona,[N 20] ma in quanto i Paternò discendono da una linea cadetta della Casa di Barcellona, aggiungono ai quattro pali di rosso, la cotissa d’azzurro, il cosiddetto “filetto” che in araldica segna appunto una brisura, caratteristica delle linee secondogenite. Similmente, questo stesso stemma dei Paternò, lo si vede anche nella casa reale di Aragona-Maiorca, anche essi una linea cadetta della Casa di Barcellona-Aragona. Inoltre, quando gli Aragona arrivarono in Sicilia nel 1282, lo stemma dei Paternò era già apposto su numerosi monumenti[N 21] e portato a Corte dai membri della Casa Paternò che ricoprivano ruoli istituzionali.[N 22] Si esclude che i re aragonesi avrebbero lasciato ai Paternò la possibilità di portare il loro stesso stemma, per di più di casa sovrana, se non fosse sicuramente esatto. Ed anche quando un ramo dei Paternò si trasferì in Spagna nel 1292,[N 23] essi continuarono a usare il proprio stemma Paternò[42] anche mentre ricoprivano posizioni di grande visibilità come, ad esempio, quella di viceré di Minorca.[42]
- In secondo luogo, sia Roberto d'Embrun che molti dei suoi antenati sono considerati discendenti della Casa di Barcellona in numerosi lavori, tra cui studi,[34][35][38][43] enciclopedie come la Rizzoli-Larousse,[41] l’Encyclopedie[40] ecc, nonché in dipinti[N 16] e opere di genealogia e storiografia antiche.[N 18] Quindi, il fatto che Robert d'Embrun non figura in una recente genealogia validata sui Conti di Barcellona,[44] non dimostra l'impossibilità storica della sua discendenza. È invece possibile che gli studi antichi siano accurati, nonostante la mancanza di prove primarie arrivate al giorno d'oggi. Inoltre, il vasto numero di studi antichi aumenta questa possibilità.
- Infine, il titolo di Roberto era Conte d’Embrun, predicato che apparteneva alla Casa sovrana di Provenza,[N 24] la quale si era però estinta nella Casa di Barcellona tramite molteplici matrimoni,[N 25] conferendo a loro i suoi titoli e feudi. In particolare, Bernardo Tagliaferro (?-1020), conte di Besalù e membro della Casa di Barcellona, sposò Toda[45] (980-1020) presunta figlia di Guglielmo I di Provenza[N 5] e quindi contessa di Gap e d'Embrun.[N 26] I discendenti dei Barcellona che derivavano da Toda, vantavano perciò dei diritti ereditari su questi titoli e, si pensa, che la discendenza di Roberto fu tramite Enrico (?-1054), figlio di Bernardo e Toda,[46][47][48] da cui Guglielmo, da cui Roberto d’Embrun.[34] Nell'ipotesi che Toda non fosse di Casa Provenza, Roberto (dato il suo predicato e le ragioni sopra menzionate) discenderebbe da un'altra unione.

Stemma principesco di Casa Paternò

Presumendo giusto il legame tra la famiglia con i Barcellona-Provenza, i Paternò originerebbero anche dalla stirpe Reale dei Carolingi, re dei Franchi, che confluirono nella Casa di Provenza tramite due matrimoni.
In ogni caso, Roberto d'Embrun scese in Sicilia per partecipare alla conquista normanna dell'isola condotta da Ruggero I d'Altavilla intorno al 1060 e, lì, si distinse in particolare nella conquista della città di Paternò (intorno al 1063), tanto che ne ottenne la signoria feudale e ne prese il nome. E così di fatti ricorda l’Enciclopedia Treccani, il «… provenzale Roberto Conte d’Embrun, della casa sovrana di Barcellona e di Provenza, (…) per aver espugnato il castello di Paternò, ne ottenne la signoria feudale e ne prese il nome». Secondo un'altra, e più condivisibili tesi, invece, non fu Roberto d'Embrun ad assumere il cognome di Paternò, ma fu suo figlio Costantino I (già divenuto Conte di Buccheri), che (presumibilmente) sposò Maria, Contessa di Paternò. Maria era figlia di Flandina d'Altavilla e Ugone di Circea e nipote del Gran Conte Ruggero. Costantino I, quindi, essendosi oramai trapiantato in Sicilia ed avendo contratto questo importante matrimonio, avrebbe cognomizzato il predicato di sua moglie (ma mantenuto lo stemma del suo Casato di Barcellona), dando vita alla casa Paternò ("de Paternione").
Il fatto di mantenere lo stemma del casato paterno, ma cognomizzare il predicato materno accadde anche in Casa dei conti di Barcellona, quando i discendenti del Conte di Barcellona Raimondo Berengario IV (Casa Barcellona) e della Regina d'Aragona Petronilla (ultima della Casa Jiménez), assunsero il predicato materno d'Aragona (da cui i Sovrani d'Aragona), ma conservarono lo stemma di Barcellona della linea maschile. E ugualmente sarebbe accaduto ai Paternò. Da questo matrimonio con Maria, la famiglia Paternò acquisì un'altra ascendenza reale, quella della casa sovrana d'Altavilla, che si fortificò nel secolo successivo.

### Periodo normanno (1060-1198), svevo (1198-1266) e angioino (1266-1282)
A Roberto d'Embrun successe Gualterio e Costantino I. Il primo fu Arcivescovo di Palermo dal 1113, mentre da Costantino I si ha Roberto II e, a questi, Costantino II Paternò († 1168), signore di Buccheri, conte di Butera e Martana. Costantino II sposò Matilde dell'Aquila, Drengot ed Altavilla, contessa di Avenel, pronipote di Ruggero II d'Altavilla e nipote di Rainulfo di Alife Drengot (che sposò un'altra figlia del Gran Conte Ruggero e quindi sorella di Flandina d'Altavilla). Questo matrimonio rafforzò il legame tra la casa sovrana degli Altavilla e i Paternò e, di fatti, lo stemma dei Paternò, fu posto, per ordine dello stesso Conte Ruggero, accanto a quello dei re Normanni ed a quello della città di Catania, sull’architrave del Duomo di Catania che lo stesso Ruggero cominciò a edificare nel 1091. Già nell'XI secolo, i Paternò ebbero i titoli di conte di Buccheri, conte di Butera e conte di Martana, contee così importanti e vaste che “a quei tempi venivano concesse soltanto a personaggi di sangue reale…”
Tuttavia, se i Paternò ebbero onori e gloria sotto i Normanni, attraversarono un periodo più buio sotto gli Svevi, che perseguitarono brutalmente i superstiti rappresentanti della casa normanna ed osteggiarono tutte le famiglie che con essa avevano avuto stretti rapporti. Difatti, alcuni Paternò vissero in esilio. Il contesto cambiò solo leggermente sotto il regno angioino.

### Periodo aragonese (1282-1516) e spagnolo-asburgico (1516-1713)
Sotto gli Aragona (1282-1516) e con il successivo lungo periodo vicereale spagnolo (1516-1713) sotto il Regno degli Asburgo, il quadro cambiò notevolmente. Durante quei secoli, i Paternò furono dotati dai re aragonesi, loro cugini lontani di sangue, di molti grandi e popolati feudi ed onori, rapidamente ascendendo a grande autorità del Regno di Sicilia. Difatti, tra il XII ed il XVI secolo furono insigniti di circa sessanta baronie, fra le quali si ricordano quelle di Pettineo (titolo creato nel 1170, il più antico del Regno di Sicilia); nonché quelle del Burgio (1292), delle Saline (1292), di Regiovanni (1296), del Pantano di Catania (1340), della Nicchiara (1392), di Mirabella Imbaccari (1422), di Graneri (1453), di Sparacogna (1478), di Aragona (1479), di Spedalotto (1490), di Raddusa (1503), di Destra (1503), ecc.
Nel 1292, Cipresso della Casa Paternò seguì il Re Giacomo in Aragona, fondando un ramo spagnolo (conosciuto come Paternoy) influente fino alla sua estinsione nel XVII secolo. Tra i suoi esponenti più importanti vi furono Scimenez, Viceré di Minorca, Sancho, protagonista nella battaglia di San Miguel (1357) durante la Guerra dei due Pietri, e Cypres che contribuì alla conquista di Deca (1429). Gonzales nel 1502 presto giuramento alla Regina Giovanna (madre di Carlo V) e, successivamente, sposò Isabella d’Aragona, figlia di Alonso VII, Conte di Ribagorza (e pronipote del Re Giovanni II), consolidando il legame di sangue tra la famiglia e gli Aragona. Il Re Ferdinando I di Napoli il 28 novembre del 1492 scrisse anche una lettera indirizzata a Maria de Paternoy ed era in essa chiamata “Magnifica mulier nobis dilecta”, invitando il suo figliolo a “venire a stare in casa nostra in la quale potite essere certa sarà ben visto et tractato”. I Paternò di Spagna ottennero privilegi unici, incluso l’immunità dalla prigionia, salvo per offese a Dio o al Re.
La casa Paternò, comunque, fa tutt'uno con la storia di Catania, del cui governo si impadronì a partire dal periodo aragonese e in favore della quale ottenne numerosi privilegi reali come quello del Buxolo nel XV secolo, grazie a Benedetto Paternò, II barone della Floresta. Questo privilegio dava al governo di Catania (e non al re) l'autonomia amministrativa del potere. In particolare, per accedere alle cariche più importanti del governo catanese (quella di patrizio, capitano giustiziere, senatore ed ambasciatore) bisognava essere iscritti alla Mastra Nobile, che era l'Istituzione alla quale apparteneva l'antica aristocrazia catanese nella quale non solo i Paternò erano iscritti come la famiglia più antica, ma nella quale dominavano al punto da “farne escludere chiunque ad essi non piacesse e da impedire a chiunque di potere far parte dei nobili e del Governo della città di Catania senza il loro consenso”. Tanto è che ogni anno, e per tutti e quattro i secoli durante i quali detta Mastra operò, vi fu almeno un membro della Casa Paternò (e spesso più di uno contemporaneamente) ad occupare una delle suddette quattro alte cariche.

Come ricorda lo storico inglese Denis Mack Smith
”[...] Il nome dei Paternò figura quasi tutti gli anni nella lista dei Senatori della città... A Catania, il Principe di Biscari, della famiglia Paternò, per il fatto di essere il cittadino più eminente ed il principale datore di lavoro, era più importante di qualsiasi giudice reale… Egli, non soltanto godeva fama di essere generoso con i suoi servi e i suoi contadini, ma si costituì uno dei più bei musei privati del mondo. I suoi parenti, nei loro sterminati feudi, avevano dimostrato di esser dei buoni agricoltori... ed egli stesso fece venire degli artigiani stranieri per incoraggiare la manifattura del lino e del rum ed in un caso di emergenza praticamente alimentò tutta la città di Catania a proprie spese per un mese”.
Agli inizi del XV secolo la parte siciliana della famiglia si divise in tre rami principali, con i tre fratelli:
- Nicola detto “il Maggiore” (?-1428), I barone della Floresta, I barone della Terza Dogana, giudice di Catania, Regio Consigliere, sposò Alvira Reggio, figlia di Jacinta di Mantova (diretta discendente di Federico II). Da lui discendono otto linee, di cui tre ancora esistenti: (1) Duchi di Roccaromana e Marchesi del Toscano; (2) Conti del Grado (Amico Paternò); e (3) Marchesi di Sessa (Asmundo Paternò). Cinque invece estinte: (1) Principi di Sperlinga dei Manganelli, (2) Conti di Embrun, di Buccheri, di Butera, di Martana ecc e Baroni della Floresta; (3) Baroni della Terza Dogana; (4) Baroni delli Manganelli; (5) Duchi di Furnari e Baroni di San Cono.
- Benedetto (?-?), I barone del Pantano Salso. Da lui discende la linea omonima, estinta nel XVI secolo.
- Gualterio (1381-1432), V barone del Burgio, I barone di Imbaccari, dei Porti e delle Marine di Val di Noto, del Portolonato di Girgenti, dei Supplimenti di Mazzara, Trapani e Sciacca, ambasciatore degli Aragona presso papa Martino V, sposò Elisabetta Ventimiglia del Castello Maniaci (casato a sua volta discendente dagli Aragona e dagli Svevi). Da Gualtiero discendono quindici linee, di cui otto ancora esistenti: (1) Principi di Biscari (Paternò Castello); (2) Duchi di Carcaci (Paternò Castello); (3) Baroni di Bicocca (Paternò Castello); (4) Marchesi di San Giuliano (Paternò Castello); (5) Principi di Valsavoia (Moncada Paternò Castello)[N 32]; (6) Baroni di Raddusa e Marchesi di Manchi di Bilici; (7) Marchesi di Spedalotto (Paternò Ventimiglia); (8) Principi di Cerenzia, Duchi di San Nicola e Conti di Montecupo. Sette invece estinte: (1) Baroni di Sant’Alessio; (2) Baroni di Oxina; (3) Baroni della Porta di Jaci (o Aci); (4) Baroni di Xiurca, Piraino e Canali; (5) Baroni di Ramione; (6) Baroni del Vallone e (7) Duchi Paternò Castello (con titoli passati alla famiglia Battiato)[N 33]

Inoltre, in questi secoli, i membri di questa Casa occuparono tutti i più importanti ruoli che davano potere su tutto il regno. Furono più volte e con più loro esponenti, presidente del regno, e a volte con funzioni vicereali, furono strategoti di Messina (la seconda carica del Regno); mastro giustiziere, gran camerario, vicario generale del Regno, giudici della Gran Corte, ecc. Numerosi di loro furono, nel campo ecclesiastico, vescovi, arcivescovi e cardinali.
Nel XVII secolo la linea Biscari che discese da Gualtiero, Barone di Imbaccari, e le linee che a loro volta gemmarono dalla linea Biscari assunsero il cognome di Paternò Castello in seguito al matrimonio fra un membro della casa Biscari con l'ultima erede della Casata dei Castello. Nel 1633 i Paternò furono la prima famiglia catanese ad ottenere il titolo di principe, quello di principe di Biscari, e tra le prime in Sicilia. I Paternò ottennero anche molti altri titoli nobiliari come i principi di Sperlinga dei Manganelli, Principi di Valsavoia, Principi di Presicce, Principi d'Emmanuel, Principi di Montevago, Duchi di Carcaci, Duchi di Roccaromana, Duchi di San Nicola, Duchi di Pozzomauro ecc. I Paternò furono anche pari del Regno di Sicilia.
La famiglia giunse a possedere, agli inizi del Seicento, 48 diversi feudi con mero e misto imperio e nel corso della sua storia ottenne più di 170 feudi principali.

### Periodo sabaudo (1713-1720), austriaco (1720-1734) e borbonico (1734-1860)
Tra il XVIII secolo e la prima metà del XIX cambiarono i paradigmi intellettuali, il potere feudale scomparve e le forme di ricchezza mutarono e i Paternò, spesso crearono industrie, bonificarono estesi territorio, fondarono nuove cittadine e si distinsero nel campo intellettuale. L’Enciclopedia Treccani riporta infatti: 
Molto dovettero all’opera dei Paternò l’istituzione dello Studio di Catania e la Fabbrica del Molo della stessa città, come pure la fondazione e l’incremento di varie città e terre siciliane (Mirabella, Imbaccari, Raddusa, Biscari), l’istituzione di industrie, come quella della seta (di cui avevano la privativa in Catania) o quella del lino (Biscari), e le bonifiche di territori importanti ed estesi che richiesero opere colossali; come il canale nel territorio di Carcaci lungo oltre 50 km e il ponte-acquedotto d’Aragona sul Simeto lungo 720 metri ed alto 40, tutti interamente edificati dalla Casa Paternò.
Al momento dell'abolizione della feudalità, nel 1812, la famiglia possedeva 80 000 ettari di territorio e cinque seggi ereditari al Parlamento, di più cioè di qualunque altra casa aristocratica di Napoli o di Sicilia. Essa possedeva inoltre undici fra città e terre in vassallaggio con circa 20.000 sudditi, ventisei feudi con mero e misto imperio ecc.

### Dall’Unità d’Italia (1860) ad oggi

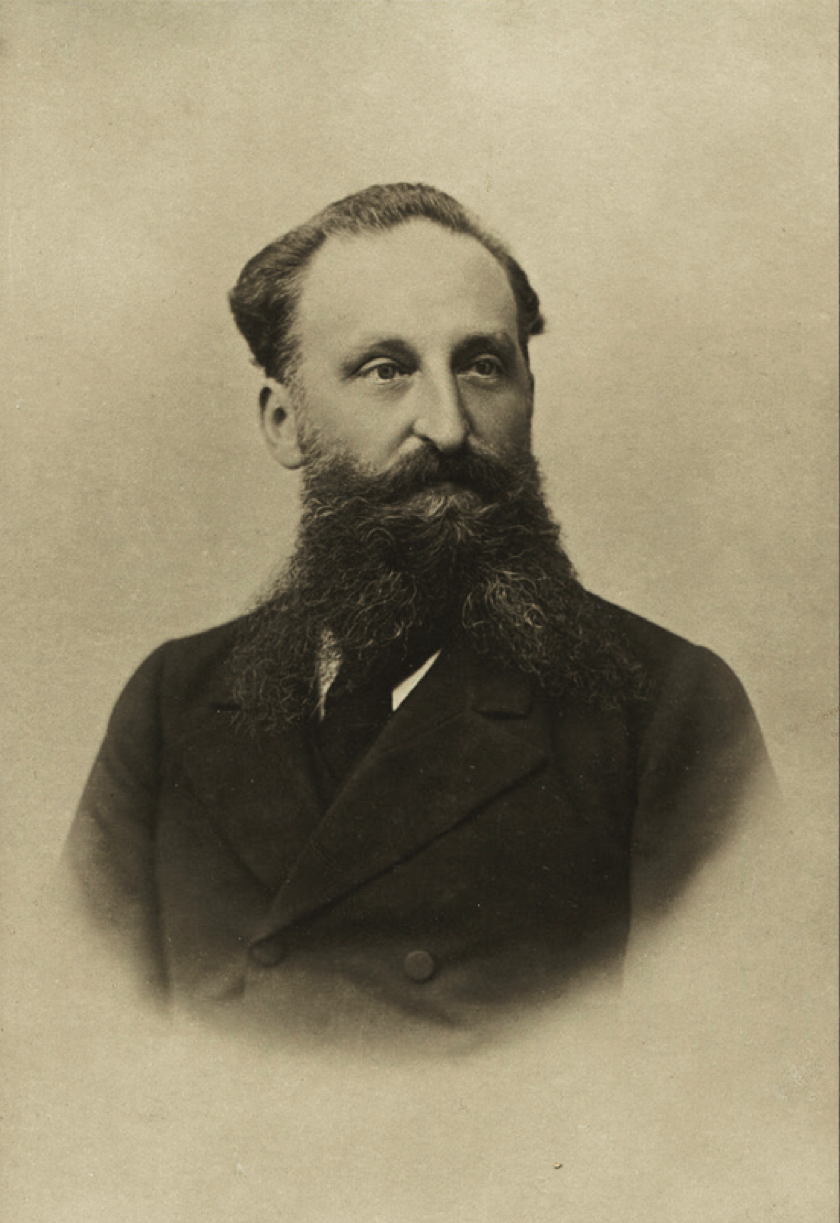
Don Giuseppe Alvaro Paternò, V principe di Manganelli (1842-1916)

Dopo la caduta del feudalesimo i Paternò hanno continuato a partecipare attivamente nella vita pubblica, intellettuale e politica dell'Italia. Per esempio nel XIX secolo, Giuseppe di Spedalotto fu prima Ministro della Guerra e della Marina di Sicilia con i Borboni, e fu poi Senatore del Regno Unito e infine Aiutante di Campo del Re Vittorio Emanuele II. Antonino I marchese del Toscano, invece fu Sindaco di Catania, e poi gentiluomo di Camera con Esercizio del Re d'Italia. Egli inoltre completò il magnifico Palazzo del Toscano. Nel XX Secolo, Antonino VIII marchese di San Giuliano, personaggio di rilevanza (anche europea) essendo stato sindaco di Catania, deputato, sottosegretario di Stato, ambasciatore a Londra (dove ricevette anche una laurea honoris causa dall’Università di Oxford) e Parigi, e quindi senatore del Regno e infine ministro delle Poste, ministro degli Esteri.
Nel 1987 Silvia Paternò di Spedalotto (nata 1953) ha sposato il principe Amedeo di Savoia-Aosta, duca d'Aosta e capo di uno dei rami di Casa Savoia, uno dei due pretendenti al trono d'Italia.

## Le alleanze
I Paternò hanno legami di sangue con molte famiglie storiche e, come citato dallo storico italiano Filadelfo Mugnos, "più facil cosa sarebbe notare alcuna Famiglia delle Principali di Sicilia, con le quali [i Paternò] non habbiano cognitione esservi apparentata, che raccontare tutte le casate che possano confessare haver dato, e ricevuto, uno o più quarti della famiglia Paternò".
- Case reali o sovrane: gli Aragona[N 36], i Grimaldi[N 37], i Normanni[N 3], i Savoia-Aosta[N 38], ecc.
- Famiglie siciliane: gli Alliata[N 39], gli Asmundo[N 40], i Branciforte[N 41], i Bonaccorsi[N 42], i Bonanno[N 43], i Bonello,[N 44] i Grifeo,[N 45] i Gravina Cruyllas,[N 46] i Lanza[N 47], i Moncada[N 48], i Monroy[N 49],  i Nicolaci di Villadorata[N 50], i Notarbartolo[N 51], i Platamone[N 52], gli Spadafora[N 53], gli Stagno[N 54], gli Statella[63], i Vanni d'Archirafi[N 55], i Ventimiglia[N 56],  ecc.
- Famiglie italiane: i Borghese,[N 57] i Caracciolo[N 58], i Cattaneo,[N 59] i Corsini,[N 60] i Filingeri[N 61], i Gaetani, gli Imperiali,[N 62] i de Liguoro[N 63],  i Marcello,[N 64] i del Pezzo,[N 65] gli Spinelli, i Savelli[N 66], ecc.
- Famiglie straniere: gli Ibáñez de Mendoza, Marchesi di Mondéjar (discendenti della casa sovrana Jiménez)[N 67], i Legge, Conti di Dartmouth[N 68], ecc.

Inoltre, molti membri di questa famiglia, discendono, a loro volta, da diverse case reali per via matrimoniale femminile.

## Illustri membri della famiglia

### XI secolo
- Roberto d’Embrun Paternò (1040 circa - 1100 circa): membro della casa sovrana di Barcellona e capostipite dei Paternò, scese in Sicilia per partecipare alla conquista normanna della Sicilia condotta da Ruggero I d'Altavilla intorno al 1060. Fu nominato signore di Buccheri e di Aylbacar. Fondatore della Confraternita dei Nobili di Sicilia.
- Gualterio I Paternò: arcivescovo di Palermo,[7] nominato nel 1113 da Papa Pasquale II

### XII secolo
- Roberto II Paternò (?-dopo il 1134), I conte di Buccheri, importante feudatario, appare anche come firmatario insieme a i due figli del Gran Conte (Ruggero e Manfredi) in un documento di una donazione del 1122 che il Conte Enrico fa al monastero di S. Maria in Licodia
- Costantino II Paternò, II conte di Buccheri, I conte di Butera, I conte di Martana ecc. (?-1168): importante feudatario, investito del titolo di conte di Butera e conte di Martana, contee così importanti e vaste che “a quei tempi venivano concesse soltanto a personaggi di sangue reale…”.[36] Inoltre rafforzò il legame con gli Altavilla, sposando Matilde dell’Aquila, Drengot ed Altavilla, contessa di Avenel, pronipote di Ruggero II d'Altavilla[36][37][38][52][53]

### XIII secolo
- Roberto Paternò (XIII sec): priore di Centuripe (1216-1219)
- Scimenez (o Ximene) Paternò, della linea spagnola Paternoy (XIII sec): viceré di Minorca, con privilegio ottenuto da re Giacomo II Aragona[11][54]
- Giacomo Paternò (?-1310): priore della cattedrale di Catania

### XIV secolo
- Gualtiero Paternò, I barone del Burgio (XIV sec): luogotenente del maestro giustiziere di Sicilia (1300)
- Benedetto Paternò, II barone del Burgio (XIV sec): regio Milite, giurato di Catania (ovvero senatore) nel 1306 e 1309, cavallerizzo del re Ludovico I di Sicilia
- Giovanni (detto il Vecchio) Paternò, IV barone del Burgio, II barone del Pantano Salso  (?-1400): vicesecreto di Siracusa (per nomina di Federico III) a vita dal 1364[64], giudice di Catania (1389), maestro giustiziere della Magna Regia Curia del Regno di Sicilia a vita dal 1395 (ovvero capo dei giudici reali) e gran camerario reggente del real patrimonio nel 1397.

### XV secolo
- Sancho Paternò, della linea spagnola Paternoy (XV sec): maestro razionale di Aragona, tesoriere reale e gran promotore del Santo Uffizio in quel Regno[65]
- Cypres Paternò, della linea spagnola Paternoy (XV sec): nel 1429 espugnò la fortezza di Deca conquistando cinque castelli[56] e l’11 febbraio del 1453, a Zaragoza, battezzò l’Infante Ferdinando II d'Aragona, divenuto poi Re Cattolico[66]
- Jaime Paternò della Terza Dogana (1420-?): vescovo di Malta (1447, per nomina di papa Eugenio IV), ambasciatore (1470) presso il viceré Lope Ximen Durrea, ottenne la riforma del Buxolo, vicario generale apostolico della sede vescovile di Catania (1471)
- Pietro Paternò, II barone di Graneri, I barone di Aragona, Cuba e Sparacogna (?-1494): due volte strategoto di Messina (1449 e 1467), la più alta carica dopo quella di viceré, tre volte ambasciatore, tre volte giurato (1447, 1449, 1458), una volta patrizio (1454) e due volte capitano giustiziere (1444 e 1447)
- Giovanni (detto il Camerlengo) Paternò, III barone della Terza Dogana: camerlengo del Regno di Sicilia, regio camerario del Regno di Sicilia, ambasciatore presso i papi Eugenio IV (1444) e Sisto IV (1472), strategoto di Messina (1470), nominato da re Giovanni[67]

### XVI secolo

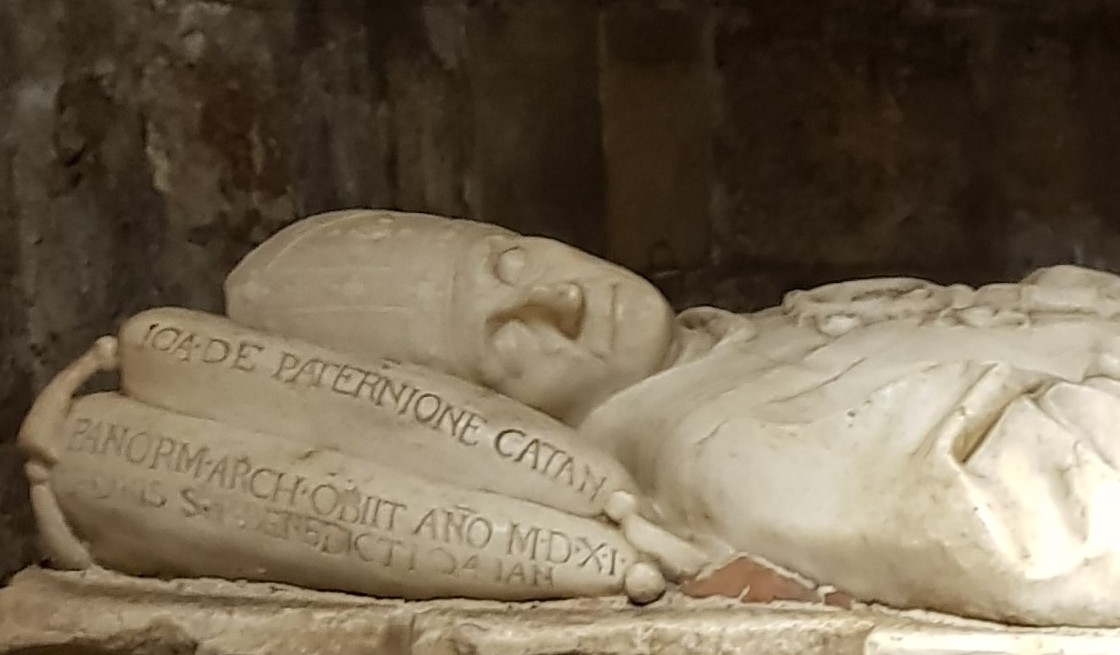
Sarcofago del cardinale Giovanni Paternò (?-1511) nel Duomo di Palermo

- Sigismondo (detto il Virtuoso) Paternò della Terza Dogana (XVI sec): ambasciatore in Aragona nel 1492, Regio Milite. Nel 1518 ottenne da Carlo II (poi Imperatore Carlo V) il privilegio a favore della città di Catania detto “Terza Sorella” che equiparava Catania a Palermo e Messina e la elevava a dignità di capitale del Regno.

- Giovanni Paternò, della linea dei baroni del Pantano Salso (?-1511): vescovo di Malta (1478), arcivescovo di Palermo (1489) e cardinale di Santa Romana Chiesa (1510). Fu anche presidente del Regno per tre volte (1507, 1510 e 1512).
- Alvaro Paternò della Terza Dogana (?-1524): ambasciatore presso la Regina (1518), presso il Viceré e presso i Parlamenti Generali; fu fregiato del titolo di Padre della Patria e papa Adriano VI lo nominò senatore romano; protettore delle arti, commissionò la cappella nella chiesa di San Gregorio in onore di San Filippo d’Agira, la cappella nell’Abbazia di Agira in onore di Sant’Agata e il portale della chiesa di Santa Maria del Gesù[68] servendosi di Antonello Gagini. Scrisse anche il Cerimoniale del Senato Catanese.
- Gianfrancesco Paternò, IV barone d'Imbaccari e I barone di Raddusa (?-1532): capitano di Catania, seguì il Viceré Ramon de Cardona nella sua spedizione in Calabria, poi partecipò (1510) alle guerre d’Africa guidate da Carlo V e infine, dopo la caduta di Tripoli, fu nominato dal Re ispettore di tutte le truppe alla difesa di Catania. Nelle Fiandre fu condottiero negli eserciti di Carlo V contro Francesco I e, in Aquisgrana, l'Imperatore lo armò (1522) cavaliere del Cingolo Militare e dello Speron d'Oro. Gli fu successivamente affidata la difesa (e tutti i poteri incluso quello del mero e misto imperio) dell'isola di Malta.

### XVII secolo
- Orazio Paternò, V barone d'Aragona, Cuba e Sparacogna (?-1614): cinque volte senatore, tre volte patrizio ed una volta capitano giustiziere. Inoltre fu nominato da Filippo III, cavaliere del Cingolo Militare e dello Speron d’Oro, nomina estendibile a tutta la sua posterità.
- Agatino Paternò Castello, I principe di Biscari, IX barone di Aragona, Cuba e Sparacogna (1594–1675): vicario generale del Regno (1639), quattro volte patrizio e tre volte capitano giustiziere di Catania. Inoltre fondò un Monte di Prestito, il primo che sorse a Catania, per rimuovere l'usura e ebbe il ruolo di mediatore durante la rivolta antispagnola del 1647.
- Vincenzo Paternò, I Barone di Regalcaccia e Spinagallo, VIII barone di Raddusa (1623-1678): Capitano d’Armi a Guerra nel 1652, Giudice della Gran Corte (1654), Ambasciatore a Madrid della città di Catania presso il re Cattolico Carlo II nel 1670, 1671 e 1672, divenne sacerdote e Vescovo di Patti nel 1768.
- Ludovico Paternò Paternò di San Nicola, I marchese di Casanova ecc (1667-1748): Regio Consigliere del Sacro Consiglio di Santa Chiara (1717), Luogotenente del Gran Camerlengo del Regno di Napoli, Reggente della Regia Cancelleria, Reggente del Supremo Consiglio Collaterale, ottenne anche il privilegio di potersi scegliere uno dei nobili sedili della città di Napoli a suo piacimento (1737). Cavaliere di Onore e Devozione dello SMOM.

XVIII secolo

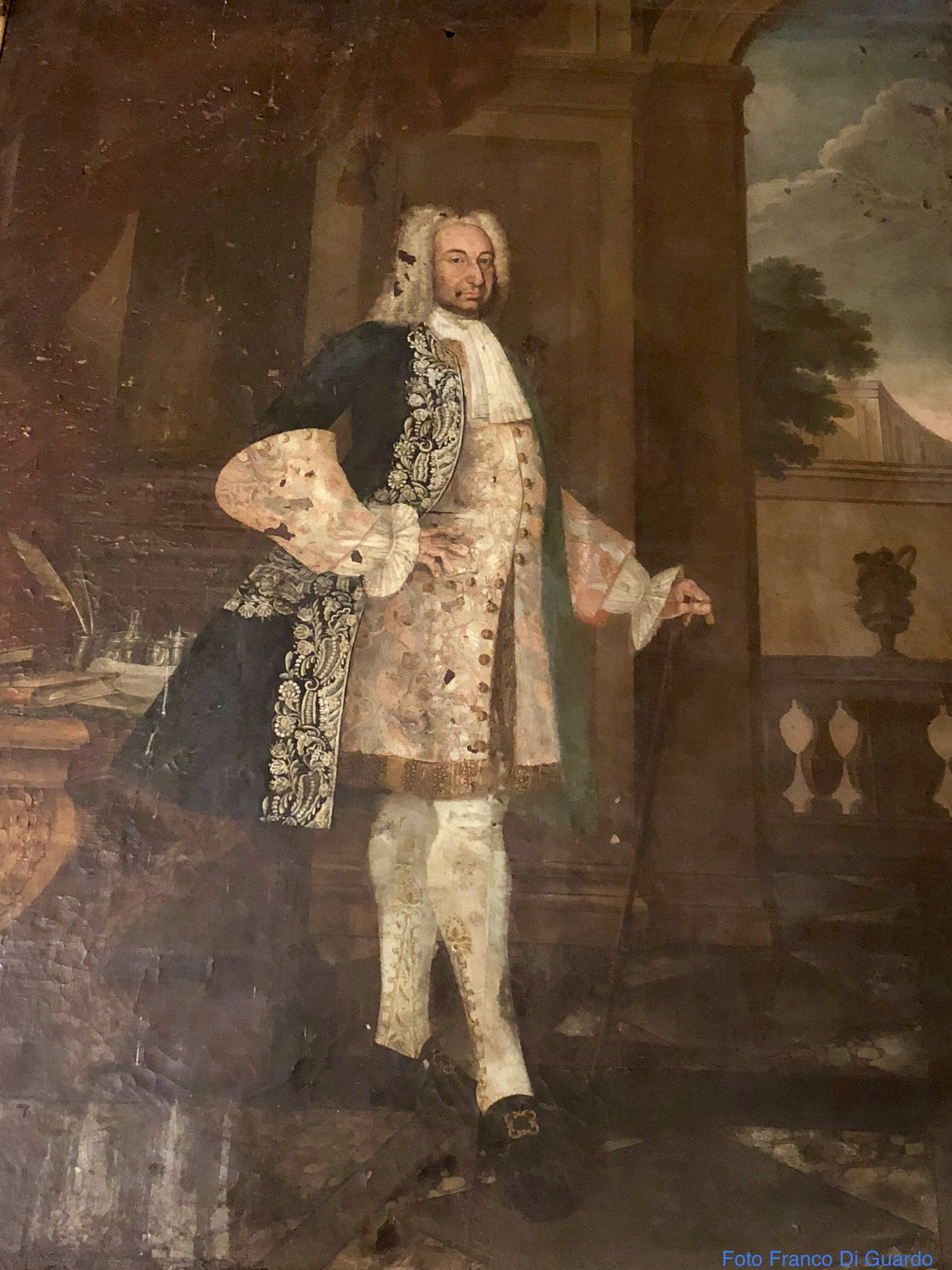
Ignazio Paternò Castello (1719-1786), V principe di Biscari: archeologo, mecenate, collezionista e fondatore del celebre Museo Biscari

- Frà Michele Maria Paternò di Raddusa[69] (1706–1795): balì cavaliere di gran croce dell’Ordine di Malta, gran priore di Messina del Sovrano Militare Ordine di Malta (1773-1795)[23], ammiraglio della squadra navale d’Italia dell’Ordine di Malta e commendatore di Sant’Egidio a Piacenza.
- Lorenzo Maria Paternò di San Nicola, II marchese di Casanova, I conte di Montecupo (1714-1793): presidente della Regia Camera e ministro della Suprema Giunta di Guerra del Regno di Napoli, patrizio di Benevento, patrizio napoletano, patrizio di Catania. Commissionò all'architetto Gaetano Barba, allievo del Vanvitelli, una grande villa a Capodimonte e un grande palazzo a Caserta, in prossimità della Reggia.
- Ignazio Paternò Castello, V principe di Biscari (1719-1786): potente feudatario, mecenate di fama europea e, come ricorda Denis Mack Smith, fondatore di: "….. uno  dei  più  bei  Musei  privati del mondo" (il Museo Biscari), museo che fu inaugurato nel 1758. Egli fu membro dell’Accademia di Bordeaux nel posto lasciato vacante da Voltaire; fu Socio della R. Accademia di Ferdinando IVº di Scienze e Belle Lettere, nel 1784 fu nominato Accademico della Nuova Reale Accademia Fiorentina e fu nominato da molti accademie italiane ed estere.[N 70] Egli inoltre si dedicò anche alla edificazione di opere per quel tempo colossali. La storica Lidia Storoni Mazzolani scrisse che Ignazio, "nei suoi 29 feudi non era meno d’un sovrano, e nel suo palazzo poteva gareggiare non solo con i colleghi siciliani, ma anche con le grandi famiglie di Napoli e di Roma”. Egli però, tratto da vero mecenate, nonché di gran signore feudale, “riteneva che la nascita, la ricchezza, e la cultura gli erano state trasmesse per l’utilità ed il diletto dei suoi simili e non unicamente per sé”[70]
- Giovanni Battista Asmundo Paternò di Sessa (1720-1805): giudice della Gran Corte (1760), reggente della Giunta di Sicilia a Napoli (1776-1780), presidente del Regno (1803), presidente della Gran Corte e luogotenente di Maestro Giustiziere (1787), cavaliere di onore e devozione del Sovrano Militare Ordine di Malta.[71] Anche un importante mecenate, protesse artisti e abbellì il suo palazzo con magnifiche opere d’arte ricordate nelle descrizioni dei molti viaggiatori[N 71]

### XIX secolo
- Giuseppe Vincenzo Paternò, III duca di Carcaci (1728 -1817): pari del Regno di Sicilia, senatore, sindaco del Senato di Catania dal 1765, capitano giustiziere di Catania nel 1769, deputato frumentario di Catania e infine capitano d’Armi straordinario per tutto il Regno con mero e misto imperio (1770). Fu anche Cavaliere dell’Ordine di Malta dal 1777 ed ebbe, dal Gran Maestro Rohan, il privilegio, concesso solo ai sovrani, di indossare l’abito di novizio caravanista dell’Ordine. Amministrò anche i beni della Soppressa Compagnia di Gesù (le cui entrare, nel 1765, ammontavano a più di 450.000 scudi)[72]
- Giuseppe Paternò di Spedalotto (1793-1876): capitano dei Dragoni in Valdemone nel 1812, colonnello degli ussari della Regia Guardia nel 1839, ministro della Guerra e Marina nel 1848 e 1849, luogotenente generale dell’esercito italiano nel 1861, segretario di Stato per la Guerra nel 1860, aiutante di campo di re Vittorio Emanuele II d'Italia nel 1862, senatore del Regno d’Italia nel 1862, grand’ufficiale dell’Ordine dei Santi Maurizio e Lazzaro nel 1862, cavaliere di Gran Croce dell’Ordine della Corona d’Italia.
- Antonino Paternò, I marchese del Toscano (?-1830): sindaco di Catania, e successivamente gentiluomo di Camera con esercizio del Re d'Italia. Egli inoltre completò il suo palazzo

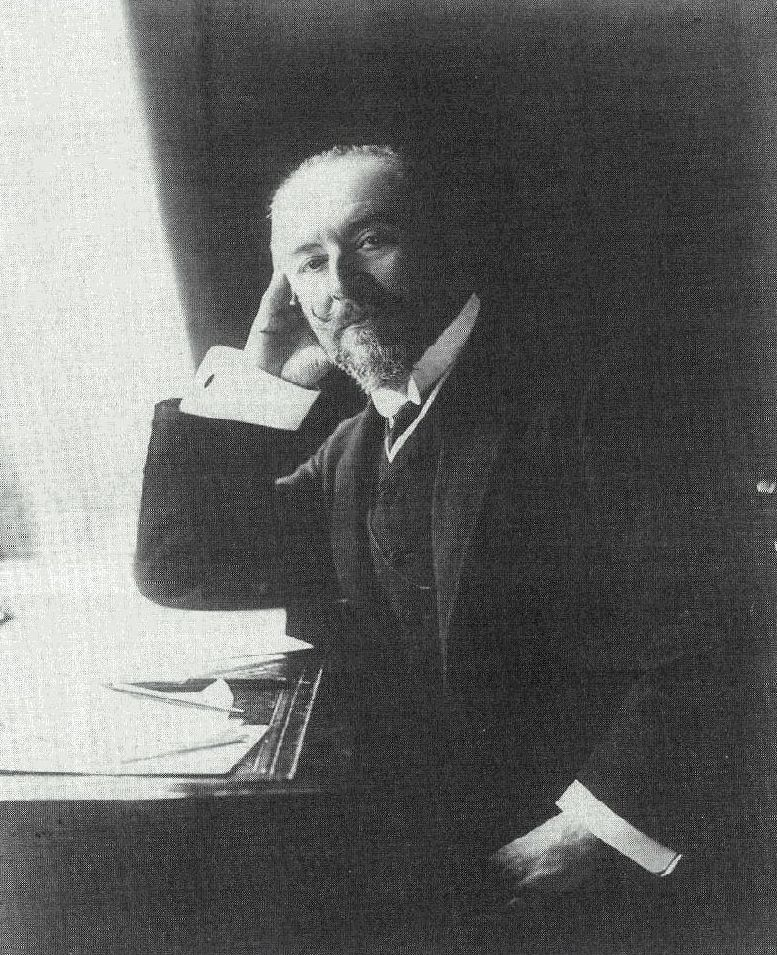
Antonino Paternò Castello, VIII marchese di San Giuliano (1852-1914), ministro degli Esteri del Regno d'Italia

### XX secolo
- Antonino Paternò Castello, VIII marchese di San Giuliano, VIII marchese di Capizzi, IV barone di San Giuliano, III barone di Pollicarini, VI barone di Camopetro (1852-1914): fu sindaco di Catania, deputato, sottosegretario di Stato, ambasciatore a Londra (dove ricevette anche una laurea honoris causa dall’Università di Oxford) e Parigi, ed infine senatore del Regno e ministro degli Esteri, nel cui ruolo contribuì a scrivere alcune pagine della storia italiana e dell’Europa di inizio secolo. Egli fu decorato dell'Ordine supremo della Santissima Annunziata e fu l’ispiratore del celebre romanzo di De Roberto, “I Viceré” nel quale la famiglia Uzeda si identifica appunto quella dei Paternò.
- Emanuele Paternò, IX Marchese di Sessa (1847-1935): vinse la cattedra di Chimica a ventiquattro anni ed insegnò prima a Torino, poi a Palermo dove fu anche rettore dell’Università dal 1886 al 1890, ed infine insegnò a Roma. Scoprì nel 1909 la reazione Paternò-Büchi, e fu Accademico dei Lincei. Egli fu però anche un importante uomo politico. Sindaco di Palermo dal maggio 1890 al gennaio 1892 e presidente della Giunta Provinciale di Palermo dal 1898 al 1914. Nel 1890 fu nominato Senatore del Regno e più volte fu vice-Presidente del Senato
- Frà Ernesto Paternò Castello di Carcaci (1882-1971): venerando balì, decorato di gran cordone cavaliere di gran croce Ordine al Merito della Repubblica Italiana, luogotenente del Gran Maestro del Sovrano Militare Ordine di Malta dal 1955 al 1962, il suo operato fu fondamentale per il riconoscimento della natura dell'Ordine di Malta come ente sovrano dopo che nel 1953 una sentenza cardinalizia ne aveva parzialmente messo in dubbio l'autonomia
- Achille Paternò, XVI marchese di Regiovanni, V marchese di Spedalotto, XXXI barone di Regiovanni, XXX barone di Alzacuda ecc. (1895 -1970): decorato della Medaglia d’oro al Valor Civile per non comuni prestazioni a favore dell’Istruzione Pubblica; Capitano d’artiglieria, fregiato della Croce al merito di guerra per la campagna del 1915/1918

## Genealogia

### Struttura del Casato
|                                               |                                               |                                               |                                               |                                            |                                            |                          |                                                                                     |                                     |                                     |                             |                             |                                  |                                  | | |                                                         |                                   |                                                          |                                                          |                                      |
|                                               |                                               |                                               |                                               |                                            |                                            |                          | Paternò di Embrun, di Buccheri, di Butera, di Martana, della Floresta ecc est. 1483 |                                     |                                     |                             |                             |                                  |                                  | | |                                                         |                                   |                                                          |                                                          |                                      |
|                                               |                                               |                                               |                                               |                                            |                                            |                          |                                                                                     |                                     |                                     |                             |                             |                                  |                                  | | |                                                         |                                   |                                                          |                                                          |                                      |
|                                               |                                               |                                               |                                               |                                            |                                            |                          |                                                                                     |                                     |                                     |                             |                             |                                  |                                  | | |                                                         |                                   |                                                          |                                                          |                                      |
| Ramo Paternoy (linea spagnola) est. XVII sec. | Ramo Paternoy (linea spagnola) est. XVII sec. | Paternò della Terza Dogana est. 1603          | Paternò della Terza Dogana est. 1603          |                                            |                                            |                          |                                                                                     | Paternò del Pantano Salso est. 1541 | Paternò del Pantano Salso est. 1541 |                             |                             |                                  |                                  | | Paternò del Burgio, di Imbaccari (confluito in Biscari) | Paternò del Burgio, di Imbaccari (confluito in Biscari) |                                   |                                                          |                                                          |                                      |
|                                               |                                               |                                               |                                               |                                            |                                            |                          |                                                                                     |                                     |                                     |                             |                             |                                  |                                  | | |                                                         |                                   |                                                          |                                                          |                                      |
|                                               |                                               |                                               |                                               |                                            |                                            |                          |                                                                                     |                                     |                                     |                             |                             |                                  |                                  | | |                                                         |                                   |                                                          |                                                          |                                      |
| Paternò delli Manganelli est. XVII sec.       | Paternò delli Manganelli est. XVII sec.       | Paternò di Sperlinga dei Manganelli est. 1973 | Paternò di Sperlinga dei Manganelli est. 1973 | Paternò di Roccaromana e del Toscano       | Paternò di Roccaromana e del Toscano       |                          |                                                                                     |                                     |                                     |                             | Paternò Castello di Biscari | Paternò Castello di Biscari      |                                  | P. di S. Alessio (est. 1920); P. di Oxina (est. 1559); P. della Porta di Jaci (est. XVII sec.); P. di Ramione (est. XVII sec.); P. del Vallone (est. XVIII sec.) | P. di S. Alessio (est. 1920); P. di Oxina (est. 1559); P. della Porta di Jaci (est. XVII sec.); P. di Ramione (est. XVII sec.); P. del Vallone (est. XVIII sec.) |                                                         | Paternò di Raddusa                | Paternò di Raddusa                                       | Paternò di San Nicola e di Montecupo                     | Paternò di San Nicola e di Montecupo |
|                                               |                                               |                                               |                                               |                                            |                                            |                          |                                                                                     |                                     |                                     |                             |                             |                                  |                                  | | |                                                         |                                   |                                                          |                                                          |                                      |
|                                               |                                               |                                               |                                               |                                            |                                            |                          |                                                                                     |                                     |                                     |                             |                             |                                  |                                  | | |                                                         |                                   |                                                          |                                                          |                                      |
|                                               |                                               | Amico Paternò del Grado                       | Amico Paternò del Grado                       | Paternò di Furnari e di San Cono est. 1909 | Paternò di Furnari e di San Cono est. 1909 | Asmundo Paternò di Sessa | Asmundo Paternò di Sessa                                                            | Paternò Castello di Carcaci         | Paternò Castello di Carcaci         | Paternò Castello di Bicocca | Paternò Castello di Bicocca | Paternò Castello di San Giuliano | Paternò Castello di San Giuliano | Moncada Paternò Castello di Valsavoia | Moncada Paternò Castello di Valsavoia | Paternò Ventimiglia di Spedalotto                       | Paternò Ventimiglia di Spedalotto | Paternò di Xiurca, di Piraino e di Canali est. XVII sec. | Paternò di Xiurca, di Piraino e di Canali est. XVII sec. |                                      |
|                                               |                                               |                                               |                                               |                                            |                                            |                          |                                                                                     |                                     |                                     |                             |                             |                                  |                                  | | |                                                         |                                   |                                                          |                                                          |                                      |
|                                               |                                               |                                               |                                               |                                            |                                            |                          |                                                                                     |                                     |                                     |                             |                             |                                  |                                  | | |                                                         |                                   |                                                          |                                                          |                                      |
|                                               |                                               |                                               |                                               |                                            |                                            |                          |                                                                                     | Duchi Paternò Castello est. XX sec. |                                     |                             |                             |                                  |                                  | | |                                                         |                                   |                                                          |                                                          |                                      |

### Ramificazione della famiglia
| | | | |                                                                         |                            |                                                              |                                                              | | | |                                                                       |                              |                                                                                 |                                                                                 |                                                                              |                                                                              |                                                                      |                                                                                              |                                                                                              | | |
| | | | |                                                                         |                            |                                                              |                                                              | Roberto d'Embrun *1040ca. †1100 ca.                                                                                    | | |                                                                       |                              |                                                                                 |                                                                                 |                                                                              |                                                                              |                                                                      |                                                                                              |                                                                                              | | |
| | | | |                                                                         |                            |                                                              |                                                              | | | |                                                                       |                              |                                                                                 |                                                                                 |                                                                              |                                                                              |                                                                      |                                                                                              |                                                                                              | | |
| | | | |                                                                         |                            |                                                              |                                                              | | | |                                                                       |                              |                                                                                 |                                                                                 |                                                                              |                                                                              |                                                                      |                                                                                              |                                                                                              | | |
| | | | |                                                                         |                            |                                                              |                                                              | Costantino | | |                                                                       |                              |                                                                                 |                                                                                 |                                                                              |                                                                              |                                                                      |                                                                                              |                                                                                              | | |
| | | | |                                                                         |                            |                                                              |                                                              | | | |                                                                       |                              |                                                                                 |                                                                                 |                                                                              |                                                                              |                                                                      |                                                                                              |                                                                                              | | |
| | | | |                                                                         |                            |                                                              |                                                              | | | |                                                                       |                              |                                                                                 |                                                                                 |                                                                              |                                                                              |                                                                      |                                                                                              |                                                                                              | | |
| | | | |                                                                         |                            |                                                              |                                                              | Roberto †1134 ca. | | |                                                                       |                              |                                                                                 |                                                                                 |                                                                              |                                                                              |                                                                      |                                                                                              |                                                                                              | | |
| | | | |                                                                         |                            |                                                              |                                                              | | | |                                                                       |                              |                                                                                 |                                                                                 |                                                                              |                                                                              |                                                                      |                                                                                              |                                                                                              | | |
| | | | |                                                                         |                            |                                                              |                                                              | | | |                                                                       |                              |                                                                                 |                                                                                 |                                                                              |                                                                              |                                                                      |                                                                                              |                                                                                              | | |
| | | | |                                                                         |                            |                                                              |                                                              | Costantino †1168 | | |                                                                       |                              |                                                                                 |                                                                                 |                                                                              |                                                                              |                                                                      |                                                                                              |                                                                                              | | |
| | | | |                                                                         |                            |                                                              |                                                              | | | |                                                                       |                              |                                                                                 |                                                                                 |                                                                              |                                                                              |                                                                      |                                                                                              |                                                                                              | | |
| | | | |                                                                         |                            |                                                              |                                                              | | | |                                                                       |                              |                                                                                 |                                                                                 |                                                                              |                                                                              |                                                                      |                                                                                              |                                                                                              | | |
| | | | |                                                                         |                            |                                                              |                                                              | Simone †1197 ca. | | |                                                                       |                              |                                                                                 |                                                                                 |                                                                              |                                                                              |                                                                      |                                                                                              |                                                                                              | | |
| | | | |                                                                         |                            |                                                              |                                                              | | | |                                                                       |                              |                                                                                 |                                                                                 |                                                                              |                                                                              |                                                                      |                                                                                              |                                                                                              | | |
| | | | |                                                                         |                            |                                                              |                                                              | | | |                                                                       |                              |                                                                                 |                                                                                 |                                                                              |                                                                              |                                                                      |                                                                                              |                                                                                              | | |
| | | | |                                                                         |                            |                                                              |                                                              | Federico | | |                                                                       |                              |                                                                                 |                                                                                 |                                                                              |                                                                              |                                                                      |                                                                                              |                                                                                              | | |
| | | | |                                                                         |                            |                                                              |                                                              | | | |                                                                       |                              |                                                                                 |                                                                                 |                                                                              |                                                                              |                                                                      |                                                                                              |                                                                                              | | |
| | | | |                                                                         |                            |                                                              |                                                              | | | |                                                                       |                              |                                                                                 |                                                                                 |                                                                              |                                                                              |                                                                      |                                                                                              |                                                                                              | | |
| | | | |                                                                         |                            |                                                              | Cipresso                                                     | Cipresso | Gualtiero | Gualtiero |                                                                       |                              |                                                                                 |                                                                                 |                                                                              |                                                                              |                                                                      |                                                                                              |                                                                                              | | |
| | | | |                                                                         |                            |                                                              |                                                              | | | |                                                                       |                              |                                                                                 |                                                                                 |                                                                              |                                                                              |                                                                      |                                                                                              |                                                                                              | | |
| | | | |                                                                         |                            |                                                              |                                                              | | | |                                                                       |                              |                                                                                 |                                                                                 |                                                                              |                                                                              |                                                                      |                                                                                              |                                                                                              | | |
| | | | |                                                                         |                            |                                                              | · Ramo Paternoy, Viceré di Minorca (est. XVII secolo)        | · Ramo Paternoy, Viceré di Minorca (est. XVII secolo)                                                                  | Benedetto †1344 | Benedetto †1344 |                                                                       |                              |                                                                                 |                                                                                 |                                                                              |                                                                              |                                                                      |                                                                                              |                                                                                              | | |
| | | | |                                                                         |                            |                                                              |                                                              | | | |                                                                       |                              |                                                                                 |                                                                                 |                                                                              |                                                                              |                                                                      |                                                                                              |                                                                                              | | |
| | | | |                                                                         |                            |                                                              |                                                              | | | |                                                                       |                              |                                                                                 |                                                                                 |                                                                              |                                                                              |                                                                      |                                                                                              |                                                                                              | | |
| | | | |                                                                         |                            |                                                              |                                                              | | Nicola | |                                                                       |                              |                                                                                 |                                                                                 |                                                                              |                                                                              |                                                                      |                                                                                              |                                                                                              | | |
| | | | |                                                                         |                            |                                                              |                                                              | | | |                                                                       |                              |                                                                                 |                                                                                 |                                                                              |                                                                              |                                                                      |                                                                                              |                                                                                              | | |
| | | | |                                                                         |                            |                                                              |                                                              | | | |                                                                       |                              |                                                                                 |                                                                                 |                                                                              |                                                                              |                                                                      |                                                                                              |                                                                                              | | |
| | | | |                                                                         |                            |                                                              |                                                              | | Giovanni | |                                                                       |                              |                                                                                 |                                                                                 |                                                                              |                                                                              |                                                                      |                                                                                              |                                                                                              | | |
| | | | |                                                                         |                            |                                                              |                                                              | | | |                                                                       |                              |                                                                                 |                                                                                 |                                                                              |                                                                              |                                                                      |                                                                                              |                                                                                              | | |
| | | | |                                                                         |                            |                                                              |                                                              | | | |                                                                       |                              |                                                                                 |                                                                                 |                                                                              |                                                                              |                                                                      |                                                                                              |                                                                                              | | |
| | Nicola †1428                                                                                         | Nicola †1428 | |                                                                         |                            |                                                              |                                                              | | Benedetto | Benedetto |                                                                       |                              |                                                                                 |                                                                                 |                                                                              |                                                                              | Gualtiero *1381 †1432                                                | Gualtiero *1381 †1432                                                                        |                                                                                              | | |
| | | | |                                                                         |                            |                                                              |                                                              | | | |                                                                       |                              |                                                                                 |                                                                                 |                                                                              |                                                                              |                                                                      |                                                                                              |                                                                                              | | |
| | | | |                                                                         |                            |                                                              |                                                              | | | |                                                                       |                              |                                                                                 |                                                                                 |                                                                              |                                                                              |                                                                      |                                                                                              |                                                                                              | | |
| Benedetto                                                                                            | Benedetto                                                                                            | Antonio | Antonio |                                                                         |                            |                                                              |                                                              | | · Ramo dei Baroni del Pantano Salso (est. 1541) | · Ramo dei Baroni del Pantano Salso (est. 1541) |                                                                       |                              |                                                                                 |                                                                                 | Francesco *1412 †1471                                                        | Francesco *1412 †1471                                                        |                                                                      |                                                                                              |                                                                                              | Berardo | Berardo |
| | | | |                                                                         |                            |                                                              |                                                              | | | |                                                                       |                              |                                                                                 |                                                                                 |                                                                              |                                                                              |                                                                      |                                                                                              |                                                                                              | | |
| | | | |                                                                         |                            |                                                              |                                                              | | | |                                                                       |                              |                                                                                 |                                                                                 |                                                                              |                                                                              |                                                                      |                                                                                              |                                                                                              | | |
| · Ramo dei Conti d'Embrun, Baroni della Floresta, Conti di Butera, Conti di Martana ecc. (est. 1483) | · Ramo dei Conti d'Embrun, Baroni della Floresta, Conti di Butera, Conti di Martana ecc. (est. 1483) | Giovanni | Giovanni |                                                                         |                            |                                                              |                                                              | | | |                                                                       | Pietro †1494                 | Pietro †1494                                                                    |                                                                                 |                                                                              |                                                                              |                                                                      | Gualtiero *1479 †1519                                                                        | Gualtiero *1479 †1519                                                                        | · Ramo dei Principi di Presicce, Principi di Cerenzia, Duchi di San Nicola, Duchi di Pozzomauro, Marchesi Paternò, Marchesi di Casanova, Conti di Montecupo, Patrizi di Benevento, Patrizi di Sorrento, Patrizi di Amalfi, Patrizi di Catania e Patrizi di Crotone | · Ramo dei Principi di Presicce, Principi di Cerenzia, Duchi di San Nicola, Duchi di Pozzomauro, Marchesi Paternò, Marchesi di Casanova, Conti di Montecupo, Patrizi di Benevento, Patrizi di Sorrento, Patrizi di Amalfi, Patrizi di Catania e Patrizi di Crotone |
| | | | |                                                                         |                            |                                                              |                                                              | | | |                                                                       |                              |                                                                                 |                                                                                 |                                                                              |                                                                              |                                                                      |                                                                                              |                                                                                              | | |
| | | | |                                                                         |                            |                                                              |                                                              | | | |                                                                       |                              |                                                                                 |                                                                                 |                                                                              |                                                                              |                                                                      |                                                                                              |                                                                                              | | |
| | Alfonso                                                                                              | Alfonso | Aloisio | Aloisio                                                                 |                            |                                                              |                                                              | | | |                                                                       | Angelo Francesco             | Angelo Francesco                                                                |                                                                                 |                                                                              |                                                                              |                                                                      | Giovanni Francesco †1532 ca.                                                                 | Giovanni Francesco †1532 ca.                                                                 | | |
| | | | |                                                                         |                            |                                                              |                                                              | | | |                                                                       |                              |                                                                                 |                                                                                 |                                                                              |                                                                              |                                                                      |                                                                                              |                                                                                              | | |
| | | | |                                                                         |                            |                                                              |                                                              | | | |                                                                       |                              |                                                                                 |                                                                                 |                                                                              |                                                                              |                                                                      |                                                                                              |                                                                                              | | |
| | · Ramo dei Baroni della Terza Dogana (est. 1603)                                                     | · Ramo dei Baroni della Terza Dogana (est. 1603)                                                                      | Francesco †1583 | Francesco †1583                                                         |                            |                                                              |                                                              | | | |                                                                       | Pietro                       | Pietro                                                                          |                                                                                 |                                                                              |                                                                              |                                                                      | Brandano †1537                                                                               | Brandano †1537                                                                               | | |
| | | | |                                                                         |                            |                                                              |                                                              | | | |                                                                       |                              |                                                                                 |                                                                                 |                                                                              |                                                                              |                                                                      |                                                                                              |                                                                                              | | |
| | | | |                                                                         |                            |                                                              |                                                              | | | |                                                                       |                              |                                                                                 |                                                                                 |                                                                              |                                                                              |                                                                      |                                                                                              |                                                                                              | | |
| | | Alvaro †1584 | Alvaro †1584 |                                                                         | Giovanni                   | Giovanni                                                     |                                                              | | | |                                                                       | Angelo Francesco             | Angelo Francesco                                                                |                                                                                 |                                                                              |                                                                              |                                                                      | Giovanni Battista †1549                                                                      | Giovanni Battista †1549                                                                      | | |
| | | | |                                                                         |                            |                                                              |                                                              | | | |                                                                       |                              |                                                                                 |                                                                                 |                                                                              |                                                                              |                                                                      |                                                                                              |                                                                                              | | |
| | | | |                                                                         |                            |                                                              |                                                              | | | |                                                                       |                              |                                                                                 |                                                                                 |                                                                              |                                                                              |                                                                      |                                                                                              |                                                                                              | | |
| | | · Ramo dei Principi di Sperlinga dei Manganelli, Principi Paternò, Duchi di Palazzo, Baroni di Manganelli (est. 1973) | · Ramo dei Principi di Sperlinga dei Manganelli, Principi Paternò, Duchi di Palazzo, Baroni di Manganelli (est. 1973) | Jacopo †1636                                                            | Jacopo †1636               |                                                              | Vincenzo †1639                                               | Vincenzo †1639 | | |                                                                       | Orazio †1614                 | Orazio †1614                                                                    |                                                                                 |                                                                              |                                                                              |                                                                      | Giovanni Francesco *1544 †1574                                                               | Giovanni Francesco *1544 †1574                                                               | | |
| | | | |                                                                         |                            |                                                              |                                                              | | | |                                                                       |                              |                                                                                 |                                                                                 |                                                                              |                                                                              |                                                                      |                                                                                              |                                                                                              | | |
| | | | |                                                                         |                            |                                                              |                                                              | | | |                                                                       |                              |                                                                                 |                                                                                 |                                                                              |                                                                              |                                                                      |                                                                                              |                                                                                              | | |
| | | | Vincenzo Giovanni | Vincenzo Giovanni                                                       | Alfonso                    | Alfonso                                                      | Pietro *1612 †1636                                           | Pietro *1612 †1636 | | Agatino *1595 †1636 | Agatino *1595 †1636                                                   |                              |                                                                                 | Antonio *1599 †1659                                                             | Antonio *1599 †1659                                                          |                                                                              |                                                                      | Giuseppe Maria †1623                                                                         | Giuseppe Maria †1623                                                                         | | |
| | | | |                                                                         |                            |                                                              |                                                              | | | |                                                                       |                              |                                                                                 |                                                                                 |                                                                              |                                                                              |                                                                      |                                                                                              |                                                                                              | | |
| | | | |                                                                         |                            |                                                              |                                                              | | | |                                                                       |                              |                                                                                 |                                                                                 |                                                                              |                                                                              |                                                                      |                                                                                              |                                                                                              | | |
| | | | · Ramo dei Duchi di Roccaromana, Marchesi del Toscano, Marchesi Paternò                                               | · Ramo dei Duchi di Roccaromana, Marchesi del Toscano, Marchesi Paternò | · Ramo dei Conti del Grado | · Ramo dei Conti del Grado                                   | Bernardo Vincenzo †1682                                      | Bernardo Vincenzo †1682                                                                                                | Vincenzo *1630 †1675 | Vincenzo *1630 †1675 | Giacinto *1645 †1693                                                  | Giacinto *1645 †1693         | Orazio *1625 †1693                                                              | Orazio *1625 †1693                                                              | Tommaso                                                                      | Tommaso                                                                      |                                                                      | Giacinto Maria *1597 †1653                                                                   | Giacinto Maria *1597 †1653                                                                   | | |
| | | | |                                                                         |                            |                                                              |                                                              | | | |                                                                       |                              |                                                                                 |                                                                                 |                                                                              |                                                                              |                                                                      |                                                                                              |                                                                                              | | |
| | | | |                                                                         |                            |                                                              |                                                              | | | |                                                                       |                              |                                                                                 |                                                                                 |                                                                              |                                                                              |                                                                      |                                                                                              |                                                                                              | | |
| | | | |                                                                         |                            |                                                              | Giovanni Battista †1734                                      | Giovanni Battista †1734                                                                                                | · Ramo dei Principi di Biscari, Pari del Regno, Regio Consanguineo, Principi Paternò Castello, Baroni di Imbaccari, Baroni di Mirabella, Baroni d’Aragona, Baroni di Cuba e Sparacogna, Baroni di Baldi, Baroni di Sciortavilla | · Ramo dei Principi di Biscari, Pari del Regno, Regio Consanguineo, Principi Paternò Castello, Baroni di Imbaccari, Baroni di Mirabella, Baroni d’Aragona, Baroni di Cuba e Sparacogna, Baroni di Baldi, Baroni di Sciortavilla | Vincenzo *1681 †1767                                                  | Vincenzo *1681 †1767         | · Ramo dei Marchesi di San Giuliano, Marchesi di Capizzi, Baroni di Pollicarini | · Ramo dei Marchesi di San Giuliano, Marchesi di Capizzi, Baroni di Pollicarini | · Ramo dei Principi di Valsavoia, Baroni d’Armiggi, Baroni del Cugno Mezzano | · Ramo dei Principi di Valsavoia, Baroni d’Armiggi, Baroni del Cugno Mezzano | Giuseppe Maria *1616 †1643                                           | Giuseppe Maria *1616 †1643                                                                   | Vincenzo *1623 †1678                                                                         | Vincenzo *1623 †1678 | |
| | | | |                                                                         |                            |                                                              |                                                              | | | |                                                                       |                              |                                                                                 |                                                                                 |                                                                              |                                                                              |                                                                      |                                                                                              |                                                                                              | | |
| | | | |                                                                         |                            |                                                              |                                                              | | | |                                                                       |                              |                                                                                 |                                                                                 |                                                                              |                                                                              |                                                                      |                                                                                              |                                                                                              | | |
| | | | |                                                                         |                            | Vincenzo Benedetto †1752                                     | Vincenzo Benedetto †1752                                     | Giuseppe | Giuseppe | Mario Concetto *1700 †1781 | Mario Concetto *1700 †1781                                            | Michelangelo Melchiorre      | Michelangelo Melchiorre                                                         |                                                                                 |                                                                              |                                                                              | · Ramo dei Baroni di Imbaccari (est. 1725; feudo tornato ai Biscari) | · Ramo dei Baroni di Imbaccari (est. 1725; feudo tornato ai Biscari)                         | Francesco Maria *1648 †1716                                                                  | Francesco Maria *1648 †1716 | |
| | | | |                                                                         |                            |                                                              |                                                              | | | |                                                                       |                              |                                                                                 |                                                                                 |                                                                              |                                                                              |                                                                      |                                                                                              |                                                                                              | | |
| | | | |                                                                         |                            |                                                              |                                                              | | | |                                                                       |                              |                                                                                 |                                                                                 |                                                                              |                                                                              |                                                                      |                                                                                              |                                                                                              | | |
| | | | |                                                                         |                            | · Ramo dei Duchi di Furnari e Baroni di San Cono (est. 1909) | · Ramo dei Duchi di Furnari e Baroni di San Cono (est. 1909) | · Ramo dei Marchesi di Sessa, Marchesi Asmundo Paternò, Marchesi Paternò, Baroni di Villasmundo, Baroni di Collabascia | · Ramo dei Marchesi di Sessa, Marchesi Asmundo Paternò, Marchesi Paternò, Baroni di Villasmundo, Baroni di Collabascia | · Ramo dei Duchi di Carcaci, Pari del Regno, Baroni di Placa e Bajana | · Ramo dei Duchi di Carcaci, Pari del Regno, Baroni di Placa e Bajana | · Ramo dei Baroni di Bicocca | · Ramo dei Baroni di Bicocca                                                    |                                                                                 |                                                                              |                                                                              |                                                                      |                                                                                              | Vincenzo Maria †1749                                                                         | Vincenzo Maria †1749 | |
| | | | |                                                                         |                            |                                                              |                                                              | | | |                                                                       |                              |                                                                                 |                                                                                 |                                                                              |                                                                              |                                                                      |                                                                                              |                                                                                              | | |
| | | | |                                                                         |                            |                                                              |                                                              | | | |                                                                       |                              |                                                                                 |                                                                                 |                                                                              |                                                                              |                                                                      |                                                                                              |                                                                                              | | |
| | | | |                                                                         |                            |                                                              |                                                              | | | |                                                                       |                              |                                                                                 |                                                                                 |                                                                              |                                                                              |                                                                      |                                                                                              | Francesco Maria *1694 †1765                                                                  | | |
| | | | |                                                                         |                            |                                                              |                                                              | | | |                                                                       |                              |                                                                                 |                                                                                 |                                                                              |                                                                              |                                                                      |                                                                                              |                                                                                              | | |
| | | | |                                                                         |                            |                                                              |                                                              | | | |                                                                       |                              |                                                                                 |                                                                                 |                                                                              |                                                                              |                                                                      |                                                                                              |                                                                                              | | |
| | | | |                                                                         |                            |                                                              |                                                              | | | |                                                                       |                              |                                                                                 |                                                                                 |                                                                              |                                                                              |                                                                      | Vincenzo Maria †1808                                                                         | Vincenzo Maria †1808                                                                         | Onofrio Emanuele †1801 | Onofrio Emanuele †1801 |
| | | | |                                                                         |                            |                                                              |                                                              | | | |                                                                       |                              |                                                                                 |                                                                                 |                                                                              |                                                                              |                                                                      |                                                                                              |                                                                                              | | |
| | | | |                                                                         |                            |                                                              |                                                              | | | |                                                                       |                              |                                                                                 |                                                                                 |                                                                              |                                                                              |                                                                      |                                                                                              |                                                                                              | | |
| | | | |                                                                         |                            |                                                              |                                                              | | | |                                                                       |                              |                                                                                 |                                                                                 |                                                                              |                                                                              |                                                                      | · Ramo dei Marchesi di Manchi di Bilici, Pari del Regno, Marchesi Paternò, Baroni di Raddusa | · Ramo dei Marchesi di Manchi di Bilici, Pari del Regno, Marchesi Paternò, Baroni di Raddusa | · Ramo dei Marchesi di Spedalotto, Marchesi di Regiovanni, Conti di Prades, Baroni di Pettineo e Pari del Regno, Baroni di Alzacuda, Baroni di Gallitano, Baroni di Culcasi                                                                                        | · Ramo dei Marchesi di Spedalotto, Marchesi di Regiovanni, Conti di Prades, Baroni di Pettineo e Pari del Regno, Baroni di Alzacuda, Baroni di Gallitano, Baroni di Culcasi                                                                                        |

## Dimore storiche
Alla famiglia appartengono o sono appartenuti una serie di dimore storiche prevalentemente situate fra Catania, Palermo, Caserta e Napoli. Queste includono:
Palazzi
- Palazzo Paternò Castello di Biscari alla Marina (Catania)[96]
- Palazzo Paternò Castello di Biscari alla Collegiata (Catania)[97]
- Palazzo Paternò Castello di San Giuliano (Catania)
- Palazzo Paternò di Manganelli (Catania)[25]
- Palazzo Manganelli Borghese (Catania)[98]
- Palazzo Paternò del Toscano (Catania)[99]
- Palazzo Paternò Castello di Carcaci (Catania)[100]
- Palazzo Asmundo Paternò di Sessa (Palermo)
- Palazzo di Spedalotto (Palermo)[101]
- Palazzo Paternò di Montecupo e San Nicola (Caserta)
- Palazzo Ducale (o Palazzo Paternò) (Presicce)
- Palazzo Biscari (Mirabella Imbaccari)[102]

Castelli
- Castello dei Principi di Biscari (Acate)[103]
- Castello di Carcaci (Enna)[104]

Ville
- Villa Paternò Castello di Carcaci (Catania)[105]
- Villa Paternò di Manganelli (Catania)
- Villa Paternò Castello di San Giuliano (Villasmundo)[106]
- Villa Paternò di Spedalotto (Bagheria)
- Villa Paternò di Montecupo e San Nicola (Napoli)

Inoltre, alcune delle dimore della famiglia si sono perse o distrutte negli anni, come per esempio il Palazzo costruito sul Foro Lunare a Catania da Giovanni Paternò, II barone del Pantano Salso, I barone della Nicchiara, IV barone del Burgio, I barone del Murgo e distrutto nel 1693 dal terremoto. D Guglielmini narra che questo palazzo era tutto “intagliato a statue e fogliami" e, dalle sue mura, “pendevano arazzi di Francia e stoffe seriche, le sue camere adunavano mobilio prezioso, la sua mensa era arricchita di vasellame d’argento e d’oro […] la sala delle armi conteneva corazze, giachi e cimieri di squisita fattura”. Un'altra esempio fu la Villa Scabrosa, eretta da Ignazio Paternò Castello, Principe di Biscari a inizio del XVIII secolo. La villa includeva un giardino e un lago artificiale circondato da alberi di ogni genere e diventò, ben presto, un simbolo di riscossa per la città di Catania dopo l'eruzione vulcanica del 1669.

## Titoli
La data tra parentesi è quella dell’investitura reale ed indica l’anzianità del titolo che alcunevolte rappresenta, più che il grado, la rilevanza di una famiglia. Questo perché in alcuni stati, come nel Regno di Sicilia, non vi furono titoli ducali o principeschi fino al 1576. La famiglia Paternò fu la prima famiglia catanese ad essere insignita del titolo di principe (Principe di Biscari, Regio Consanguineo e Pari del Regno) nel 1633.
Secolo XI
- Conte d'Embrun (1060); Conte di Buccheri (1090)

Secolo XII
- Conte di Butera (1161); Conte di Martana (1162)

- Barone di Pettineo (1170) e Pari del Regno (1170)

Secolo XIII
- Barone del Burgio (1292); Barone delle Saline (1292); Barone di Regiovanni (1296)

Secolo XIV
- Barone di Gallitano (1325); Barone del Pantano Salso di Catania (1340); Barone della Nicchiara (1392); Barone di Belliscara (1393); Barone di Maucino (1393); Barone di Binvini (1393); Barone del Murgo (1398); Barone di Foresta Vecchia (1399); Barone di Mangalavite (1399); Barone di Triari (1399); Barone di Li Butti (1399)

Secolo XV
- Barone dei Porti e Marine di Val di Noto (1407); Barone del Portolanato di Girgenti (1417); Barone di Alzacuda (1417); Barone dei Supplimenti di Mazzara, Trapani e Sciacca (1422); Barone di Mirabella Imbaccari (1422); Barone della Terza Dogana di Mare di Catania (1423); Barone di Imbaccari Inferiore (1425); Barone di Catalimita (1425); Barone di Graneri (1453); Barone del Castello di Castania (1473); Barone di Pojra di Paternò (1478); Barone di Sparacogna (1478); Barone di Cuba (1479); Barone di Aragona (1479); Barone di Spedalotto (1490); Barone di Brieni (1494); Barone di Fraxinòo (1494); Barone di Scordia Suprana (1499)

Secolo XVI
- Duca di Pozzomauro (1590)
- Barone di Raddusa (1503); Barone di Destra (1503); Barone di Belmonte (1524); Barone di Montagna (1524); Barone di Castello d’Oxina (1525); Barone del Vallone (1538); Barone di Salsetta (1541); Barone di Ramione (1546); Barone di Bruca (1567); Barone di Xiurca (1574); Barone di Canali (1574); Barone di Castelluzzo (1576); Barone di Biscari (1580); Barone dei Sollazzi di Troina (1580); Barone dei Sollazzi di Salomone (1580); Barone di Bufaledi (1595); Barone di Caddeddi (1595); Barone di Recalcaccia (1595); Barone di Spinagallo (1595)

Secolo XVII
- Principe di Biscari (1633), Regio Consanguineo (1633), Pari del Regno (1633); Principe Paternò Castello (sul cognome) (1633); Principe di Sperlinga dei Manganelli (1627); Principe Paternò (sul cognome) (1627); Principe di Cerenzia (1697)[N 74]; Principe di Cassano; Principe di Castelforte (1633); Principe di Caspoli
- Duca di Palazzo (1627); Duca di Furnari (1643), Duca di Carcaci (1648) e Pari del Regno (1648); Duca Paternò (1648); Duca d’Alessano
- Marchese di San Giuliano (1669); Marchese di Regiovanni (1625); Marchese della Grotteria, Marchese di Capizzi (1633).
- Conte di Prades (1661); Conte di Simari
- Barone del Castello di Piraino, Pari del Regno (1622); Barone di Baldi (1622); Barone di Intorella (1622); Barone di Misilindrino (1622); Barone di Santa Margherita (1622); Barone di Bidani (1629); Barone di Manganelli (1639); Barone di Polino (1635); Barone di Aci Ficarazzi (1640); Barone di Gallizzi (1644); Barone di Mandrascati (1644); Barone di Sigona (1650); Barone della Baglia, di Dogana di Milazzo, di Pozzo di Gotto (1656); Barone di Bicocca (1688)

Secolo XVIII
- Principe di Presicce (1712)[N 15]; Principe di Valsavoia (1763); Principe di Emmanuel
- Duca di San Nicola (1711), Duca di Giampolo (1724); Duca di Roccaromana (1783); Duca della Castellina
- Marchese di Casanova (1728); Marchese Paternò (1728); Marchese Paternò (1756); Marchese di Sessa (1756); Marchese Asmundo-Paternò (1756); Marchese di Spedalotto (1793)
- Conte di Montecupo (1730)
- Barone di Camopetro (1702); Barone di Carcaci (1703); Barone di Licata (1703); Barone di Sant’Alessio (1713); Barone di Villasmundo e Pari del Regno (1716); Barone di Sciortavilla Superiore ed Inferiore (1722); Barone di San Giuliano (1732); Barone del Mastronotariato (1737); Barone di San Cono e Pari del Regno (1754); Barone d’Armiggi (1762-1906); Barone della Placa e Bajana (1774); Barone del Cugno Mezzano (1775); Barone di Pollicarini (1789); Barone di Imbaccari Superiore (1792)

Secolo XIX
- Principe di Montevago (c.1800)
- Duca di San Michele (inizio 1800); Duca Paternò Castello (1885)
- Marchese di Manchi di Bilici o Marianopoli e Pari del Regno (1806); Marchese Paternò; Marchese del Toscano (1858)
- Barone della Scala (1801)

Secolo XX
- Marchese Paternò (1911, 1916, 1922, 1933)
- Conte Amico Paternò del Grado (1902)
- Barone di Rigilifi (1928)

## Araldica
Blasonatura: campo d'oro, ai quattro pali di rosso e la banda d'azzurro, attraversante sul tutto.
Cimiero: Corona di principe. Il ramo dei principi di Biscari hanno il privilegio reale di apporre nella loro corona principesca quattro spighe di grano.
Manto: Manto di principe.
L'arma dei Paternò subisce piccole varianti a seconda della linea di appartenenza:
- Paternò Castello: Partito di Paternò e di Castello, che è d’azzurro al castello di tre torri, d’argento. Solo per i Marchesi di San Giuliano e Duchi di Carcaci, la blasonatura è fondato sulla pianura erbosa al naturale.
- Moncada Paternò Castello: Partito di Paternò, di Castello e di quello dei Moncada sovrapposto centrale, che è di rosso con otto bisanti d'oro, due su due[6]

### Esplicative
1. ↑  Stemma reale di Barcellona-Aragona differenziato dalla cotissa d’azzurro per indicare il ramo cadetto.
2. ↑  Anche se il legame Paternò - Barcellona è documentato da molteplici fonti (quali studi antichi, enciclopedie ecc.) e, molti elementi (come lo stemma omonimo e pitture), portano alla medesima conclusione, la genealogia verificata dei Conti di Barcellona e di Besalù (Medieval Lands, Fundation for medieval genealogy) non menzionano nessun Robert d'Embrun e, per questo, non si può certificare il suo collegamento con questa casa sovrana.
3. 1 2  Discendenza tramite due matrimoni. Il primo, tra Costantino I Paternò, figlio di Roberto d'Embrun (capostipite dei Paternò), che (probabilmente) sposa Maria dei conti Paternò, nipote del gran conte di Sicilia Ruggero e figlia di Flandinia Altavilla e di Ugone di Circea. Il secondo matrimonio fu contratto tra Costantino II Paternò e Matilde dell’Aquila, Drengot ed Altavilla, contessa di Avenel, e pronipote del gran conte Ruggero II.
4. ↑  Tramite il ramo Barcellona-Provenza: La Casa di Provenza si era estinta nella Casa di Barcellona tramite molteplici matrimoni tra la fine del X e l'inizio del XII secolo, conferendo a loro i suoi titoli e feudi. Per i Paternò, il matrimonio importante è il primo e quello del 992 tra Bernardo Tagliaferro (?-1020), conte di Besalù e membro della Casa di Barcellona e Toda (980-1020), una presunta figlia di Guglielmo I di Provenza e quindi Contessa di Gap, Forcalquier e d'Embrun. Da questo matrimonio nasce Enrico, da cui Guglielmo da cui Roberto d’Embrun (fondatore dei Paternò). Che Toda fosse la figlia Guglielmo I di Provenza è un'ipotesi discussa da Europäische Stammtafeln, volume II, tavola 187. La tesi è rafforzata dal fatto che il titolo di Roberto era conte d’Embrun, uno dei titoli di Guglielmo I di Provenza che passò per un periodo (insieme a quello di Gap) ai discendenti di Toda. Il titolo di conte di Forcalquier andò invece a Guglielmo Bertrando, come visibile dal Cartoulaire de l'abbaye de Saint-Victor de Marseille, tome II.
5. 1 2  Secondo Europäische Stammtafeln, volume II, tavola 187, Toda sarebbe la figlia di Guglielmo I di Provenza. È stato ipotizzato che fosse la via attraverso la quale l'esotico nome bizantino Costanza, forma femminile di Costantino, entrò in Spagna. Bosone II di Provenza (padre di Guglielmo I di Provenza e quindi presunto nonno paterno di Toda) aveva sposato Costanza, figlia di Carlo Costantino di Vienne che era, a sua volta, figlio di Ludovico il Cieco (Re d’Italia, di Provenza e Imperatore del Sacro Romano Impero) e di Anna di Costantinopoli, figlia di Leone VI il Saggio (Imperatore Bizantino). Gugliemo I di Provenza sposò Adelaide d'Angiò quindi sia Adelaide che Constanza sono nel pool di nomi della sua famiglia (tramite sua moglie e sua madre). Ora le figlie di Bernardo Tagliaferro e Toda si chiamarono Adelaide, Garsenda e Costanza, cosa che spiegherebbe perché Toda fosse la figlia di Guglielmo I.
6. 1 2  Lotario II, re di Lotaringia e pronipote di Carlo Magno (Re dei Franchi) sposa Teutberga della Casa di Provenza, da cui nasce Berta di Lotaringia (Carolingia) che sposa, a sua volta, Tebaldo d'Arles (della Casa di Provenza). Da questo matrimonio, nasce Bosone d'Arles, da cui Rotboldo I di Provenza, da cui Bosone II di Provenza, padre di Guglielmo I di Provenza (trisavolo di Roberto d'Embrun, fondatore dei Paternò).
7. ↑  Gualterio I Paternò, Arcivescovo di Palermo (1113) da Bolla Apostolica inviata da Papa Pasquale II; Antonio Giuseppe Paternò dei Baroni di Imbaccari (1652-1728), nominato Arcivescovo di Lanciano (1719) da Papa Clemente XI ecc.
8. ↑  Jaime Paternò dei Baroni della Terza Dogana, Vescovo di Malta (1447) su nomina di Papa Eugenio IV; Bernardino Paternò dei Barone del Pantano Salso Vescovo di Malta (1455); Vincenzo Paternò (1623-1678), I Barone di Regalcaccia e Spinagallo, VIII Barone di Raddusa e Destri, Vescovo di Patti (1678); Don Francesco di Paola dei Marchesi di San Giuliano (1736-1810), Vescovo Titolare d’Europo; ecc.
9. ↑  Alcuni esempi includono:

  1. Cypres (linea spagnola Paternoy) nel 1429 aiutò ad espugnare la fortezza di Deca conquistando cinque castelli (Jerónimo Zurita y Castro, "Anales de la Corona de Aragon", libro XIII, cap. 55, foglio 188 e cap. 58, foglio 192);
  2. Francesco Paternò fu maestro di Campo del re Alfonso, nel 1444;
  3. Giovan Francesco Paternò di Raddusa fu capitano d’armi al servizio dell’imperatore Carlo V, partecipò alla campagna di Tripoli nel 1509, combatté nelle Fiandre contro Francesco I di Francia, e ricevette infine l’incarico della difesa dell’isola di Malta dal viceré Pignatelli.
  4. Giovan Filippo Paternò fu giudice della Magna Curia nel 1537, regio consigliere, e che il 10 giugno 1530 salpò dal porto di Messina con l’incarico di commissario imperiale per la consegna dell’isola di Malta al Gran Maestro dei Cavalieri Gerosolimitani;
  5. Ugo Paternò di Raddusa fu capitano d’armi che combatté a Lepanto nel 1571 e che fu deputato del Regno nel 1585/88;
  6. Hugo (linea spagnola Paternoy) fu ammiraglio dell'Invincibile Armata Spagnola (1588);
  7. Michele Paternò di Raddusa, fu ammiraglio della squadra navale del Sovrano Ordine di Malta dal 1743, di cui resse poi il gran priorato di Messina dal 1773 al 1795
10. ↑  Stocchi, R. in “Italia Reale”, Aprile 2001 narra: «Quattrocentotrenta anni fa, il 7 Ottobre 1571, la flotta cristiana, sotto il comando di Don Giovanni d'Austria, figlio naturale dell'Imperatore Carlo V e fratellastro del Re di Spagna Filippo II, nelle acque di Lepanto sconfiggeva la flotta musulmana. Erano Italiani l'80% degli equipaggi e delle navi, e numerosi comandanti. Marcantonio Colonna comandava la squadra pontificia; Sebastiano Veniero comandava la flotta veneziana; Andrea Doria comandava la flotta genovese. Nella battaglia si distinsero anche ….. i siciliani Ugo Paternò, Rinaldo Naro, Carlo Marello……».
11. ↑  Cinque (Biscari, Carcaci, Capizzi, Manchi e Marianopoli, Villasmundo), contro i quattro dei Branciforte, tre dei Gravina e dei Ventimiglia, e due dei Moncada. Vedi  Paternò, in Enciclopedia Italiana, Roma, Istituto dell'Enciclopedia Italiana. e F. Carcaci, I Paternò di Sicilia, p. XXIII.
12. ↑  Gualterio Paternò (1381-1432), V barone del Burgio, I barone di Imbaccari, I barone dei Porti e delle Marine di Val di Noto, I barone del Portolonato di Girgenti, I barone dei Supplimenti di Mazzara, Trapani e Sciacca e ambasciatore degli Aragona presso papa Martino V fu il primo cavaliere del Sovrano Militare Ordine di Malta (vedi Francesco Paternò Castello di Carcaci, I Paternò di Sicilia, Catania, 1935)
13. ↑  Chiesa della Santissima Trinità eretta da Agata Paternò nel 1300 (Francesco Privitera, Epitome della vita, martirio e miracoli dell’invitta, nobilissima e generosa sposa di Giesù S. Agata vergine e martire, Catania, Paolo Bisagni, 1690, p. 214); monastero di Santa Chiara fondato nel 1563 dal barone Antonio Paternò di Oscina; il convento di Santa Caterina da Siena, fondato nel 1603 con il lascito di Margherita Paternò; il monastero di San Salvatore, fondato nel 1622 da Caterina Paternò di San Nicola; il convento di Santa Maria la Grande ricostruito nel 1640 da G. Battista Paternò (con annessa chiesa la cui facciata fu fatta edificare dal duca di Carcaci, Vincenzo Paternò Castello); la chiesa e il convento dei Chierici regolari minori, fondati nel 1642 con il lascito di G. B. Paternò; la chiesa e il convento dei Padri minori riformati, beneficiata da Alvaro Paternò Manganelli e poi da Francesco Paternò Castello, duca di Carcaci.
14. ↑  Conservatorio delle Vergini al Borgo, fondato da Giacinto Paternò e poi sostenuto dai Principi di Biscari; il Conservatorio della Concezione e il Conservatorio del Lume, fondati entrambi da Vincenzo Paternò Castello, duca di Carcaci; il Conservatorio delle Verginelle, sorretto da Vincenzo Paternò Castello, duca di Carcaci; il Conservatorio del Bambino, beneficiato da Giovanni Paternò Castello.
15. 1 2  Con D.M. del 23 novembre 1892, la Consulta Araldica dichiarò spettare al duca Paternò di San Nicola, don Pasquale Maria (e per imprescindibile diritti a i suoi eredi) il titolo di principe di Presicce (1712) ma soprassedette al riconoscimento nell’attesa che fossero prodotti i documenti originali dell’appartenenza di detto titolo (Paternò di Presicce) pervenuto da Casa de Liguoro per via di unione matrimoniale.
16. 1 2  Nel palazzo di Catania del Principe Paternò Castello di Biscari, è conservato un ritratto di Roberto d'Embrum che fu eseguito nel 1535 dal pittore Polidoro da Caravaggio (1499-1543). In tale quadro è dipinto Roberto ed ai suoi piedi appare una lunga scritta in Latino, tradotta: “Roberto Paternò, guerriero, trasse la sua origine dall’eccelso sangue dei Normanni e da quello degli Embrun, signori della Gallia. Forgiato dalla natura guerriera dei suoi antenati, si distinse con gesta gloriose tanto in pace che in guerra. Non solo le sue idee e i suoi consigli furono grandemente accolti dagli eroi della guerra Roberto il Guiscardo e suo fratello il Conte Ruggero sotto i cui vessilli fu proclamato condottiero del loro esercito ma, come loro commensale, consigliere e consanguineo, fu tenuto da essi in massima considerazione. Di ciò ne sono prova le non poche elargizioni di feudi e terre con vassalli che gli furono da questi donate e di cui la posterità ha notizia grazie ai numerosi documenti. Affinché la memoria di questo mio consanguineo tanto valoroso non cada nell’oblio, io Alfonso Paternò, su mandato di Carlo V Imperatore Massimo e sempre mio Signore Augustissimo, feci dipingere questa tela da Polidoro che per questo lavoro trasse ispirazione da un'altra tavola che per la sua antichità si era però in parte rovinata. Anno del signore 1535”.
17. ↑  I più antichi documenti riguardanti la famiglia sono nove del 1083, 1106, 1113, 1122, 1134, 1143, 1148, 1193 e 1197. I documenti del 1083 e 1113 sono bolle apostoliche di papa Gregorio VII e papa Pasquale II indirizzate all’arcivescovo di Palermo, Gualterio Paternò, figlio di Roberto d’Embrun e attestante il riconoscimento dei diritti della diocesi di Palermo. Nei successivi appaiono citati i primi e più immediati discendenti del capostipite della Casa Paternò. Per esempio, nei documenti del 1143 e 1148, Costantino II Paternò (pronipote di Roberto d'Embrum) fa da testimone in almeno due diplomi di Simone il Guiscardo. Simone era un parente di Costantino II, in quanto nato dalle seconde nozze di Flandina d'Altavilla, suocera di Roberto d'Embrun, con Enrico del Vasto. A questi documenti vanno aggiunti un documento del 1168 che testimonia del matrimonio fra Costantino II e Matilde Avenel, nipote del gran conte Ruggero il Normanno, nonché un documento non pervenuto in versione originale, ma riportato da Antonino Amico nel XVII sec. e che consiste nel Rollo della Confraternita dei Nobili, eretta dal Conte d’Embrun, dove fra i primi viene citato Roberto d’Embrun Paternò stesso. Questo documento è, a sua volta, ripreso in: Raffaele Starrabba, "I diplomi della cattedrale di Messina", (Raccolti da Antonino Amico ed illustrati da Raffaele Starrabba), Palermo, 1888. Cfr anche:  Paternò, in Dizionario biografico degli italiani, Roma, Istituto dell'Enciclopedia Italiana.
18. 1 2 3  Le Genealogie della Casa Paternò sono sette: (1) La prima fu scritta nel 1525, per motivi patrimoniali, da Alvaro Paternò, senatore romano e non risale fino alle origini della Casa. (2) La seconda genealogia fu scritta da Giuseppe Paternò S.I., padre di Alvaro Paternò, e l’8 dicembre 1674 fu autenticata dal Senato di Catania e quindi depositata da D. Vincenzo Gioeni in Atti del Notaro Principio Pappalardo di Catania il 9 gennaio 1676 ed è oggi conservata negli Atti del suddetto Notaro, nell’Archivio di Stato Provinciale di Catania (3) La terza genealogia fu redatta da Francesco Gioeni Barone della Baglia, e Dogana di Milazzo, e continuata da Giovan Battista Paternò, Barone di Ficazzari, fino al 1680. (4) La quarta genealogia, fu redatta nel 1642 da Scipione Paternò e Colonna e che, per l’ampiezza e la autorevolezza della documentazione allegata a supporto, è stata considerata una Storiografia della Casa Paternò. In particolare Scipione Paternò e Colonna è sempre stato stimato anche per la sua precisione, tanto che Antonio Varvaro Bruno nelle "Nuove indagini sulla contea di Paternò e Butera nel sec. XII" (in Rivista Araldica, n. 12 - dicembre 1931) afferma che Scipione Paternò e Colonna è “uno scrittore degno di fede” che non ha mai ricevuto “smentita dagli scrittori suoi contemporanei e dai posteri”. (5) la quinta (storiografia), fu redatta nel 1650 dal Mugnos che sia nel suo "Teatro Genologico delle Famiglie Nobili della Sicilia" sia nel suo "Teatro della Nobiltà del Mondo". (6) la sesta genealogia fu redatta dal marchese Paternò di Raddusa alla fine del 1600 (7) La settima genealogia è del 9 settembre 1721 e fu redatta per atto pubblico sotto forma di testimonianza resa al notaro Vincenzo Russo nell’aula magna della gran regia Corte arcivescovile di Catania, dal principe Paternò Castello di Biscari e da altri dieci capi di linea della famiglia Paternò che, intendendo tutelare i diritti araldici dei membri della famiglia Paternò appartenenti alla linea trasferitasi a Napoli (linea di Presicce, di San Nicola, di Montecupo ecc.) sottoscrissero solennemente l’albero genealogico di tutta la casa Paternò di Sicilia, dalla sua origine fino al membro della linea Paternò di San Nicola allora vivente, passando per tutti i membri dai quali erano via via derivate le varie linee dei Paternò.
19. ↑  Scrittura originale dell’XI secolo che fu appunto tramandata da Antonino Amico (XVII sec.) in un’opera che fu, a sua volta, ripresa in: Raffaele Starrabba, "I diplomi della cattedrale di Messina", (Raccolti da Antonino Amico ed illustrati da Raffaele Starrabba), Palermo, 1888.
20. ↑  Nel 1150 quando la Regina d'Aragona Petronilla (ultima della Casa Jiménez), sposa il conte di Barcellona Raimondo Berengario IV (della Casa di Barcellona) si creò un nuovo stato: la Corona d'Aragona (in cui confluirono sia i territori dei Barcellona che quelli degli Aragona). I discendenti assunsero il predicato materno d'Aragona (da cui i Sovrani d'Aragona), ma conservarono lo stemma di Barcellona della linea maschile.
21. ↑  Si consulti in particolare la lettera (Cfr Atti dei Giurati, 1516, f. 244) che i giurati di Catania scrissero a papa Paolo II nell’aprile del 1469 per raccomandargli Giovanni Paternò (poi arcivescovo di Palermo, cardinale e tre volte presidente del Regno). In questa lettera, tali giurati, nel descrivere la nobiltà di Giovanni (sulla cui tomba appare lo stemma dei Paternò-Barcellona), osservavano, fra l’altro, che il conte Ruggero aveva voluto che l’Arma dei Paternò fosse posta accanto alla sua e a quella della Città di Catania sopra l’architrave del Duomo di Catania. Il terribile terremoto della fine del 1600 fece cadere tali stemmi e mai più furono rimessi al loro posto.
22. ↑  Per esempio, vedi Matteo Paternò (XIV secolo) che fu giudice reale nel 1301 e 1306; Gualtiero Paternò, I barone del Burgio che fu luogotenente del maestro giustiziere di Sicilia nel 1300; Benedetto Paternò, II barone del Burgio che fu regio milite, giudice di Catania nel 1306 e 1309 e cavallerizzo del re Ludovico I di Sicilia
23. ↑  Cipresso Paternò combatté per Giacomo II d'Aragona, lo segui in Spagna nel 1292 e diventò capostipite di una linea dei Paternò (estinta nel XVII secolo) conosciuta come "Paternoy". Vedi Mugnos, “Teatro della Nobiltà del Mondo”, Napoli, 1680, p. 297.
24. ↑  La Casa di Provenza governava vasti possedimenti dell'attuale sud della Francia ed era, a sua volta, una casa reale. Per esempio, Ugo di Provenza, fratello di Bosone d'Arles (presunto bisnonno del trisavolo di Roberto d'Embrun) fu anche re d'Italia.
25. ↑  L’estinzione dei Provenza nella Casa di Barcellona avvenne tramite diverse unioni: (i) Bernardo Tagliaferro di Barcellona e Conte di Besalù sposa (992) Toda di Provenza (presunta figlia di Guglielmo I di Provenza, I conte di Gap, Forcalquier ed Embrun), (ii) Ermengol I di Barcellona e conte di Urgel sposa (c.1005-1010) Tetberga di Provenza (presunta figlia di Rothbald, conte di Provenza); (iii) Raimondo Berengario III di Barcellona sposa (1112) Dolce I di Provenza, contessa di Provenza e Gévaudan per un anno prima che cedette il titolo al marito; (iv) Ermengol IV sposa (1065) l’ultima Provenza ancora esistente a quel tempo, Adelaide. Questo matrimonio sancì la definitiva estinzione dei Provenza.
26. ↑  Guglielmo Bertrando di Provenza, insieme al fratello Goffredo, vengono citati, senza essere nominati, nel documento nº 659 del Cartoulaire de l'abbaye de Saint-Victor de Marseille tome II, del 1144, inerente ad una donazione fatta in favore dell'abbazia di San Vittorio di Marsiglia da suo padre, Folco Bertrando I, che si proclama proprietario di Forqualquier mentre le contee di Gap ed Embrun passarono per qualche tempo ai discendenti di Toda, per poi passare alla Casa Sabran e per poi ridividersi ancora. Quella di Gap ritornò agli eredi di Adelaide ed Ermengol IV, e quella di Embrun rimase ai Sabran.
27. ↑  Vedi Bolla Apostolica inviata da Papa Pasquale II a Gualterio Paternò nel 1113
28. ↑  Costantino II fu testimone in almeno due diplomi di Simone il Guiscardo (rispettivamente datati 5 agosto 1143 e 30 novembre 1148). Simone, era un parente di Costantino II, in quanto nato dalle seconde nozze di Flandina d'Altavilla (suocera di Roberto d'Embrun) con Enrico del Vasto.
29. ↑  Del 1168 è una lapide epigrafica, esistente nel Museo di Catania e scoperta nel 1737. La studiò a suo tempo Vito Amico con Giacinto Paternò Bonaiuto. Vito Amico nel 1757 ne riferì la scoperta nel "Lexicon siculum" trascrivendo le parole, poi tradotte dal Gioacchino Di Marzo nel "Dizionario topografico della Sicilia" del 1856 (vol. II, p. 322-323): «Tagliando una strada in Catania nell'anno 1730 al lato settentrionale del collegio della compagnia di Gesù, s'imbatterono gli operai in una lapide infranta, nella quale, recatami, lessi in grandi lettere gotiche « [...] DE PATERNIONE. MILITI. VIRO. ARMIS. EGREGIO. BV... RTANAE. COMITI. ROBERTI. FILIO. MATHILDIS. UXOR. ... POSUIT DIE VIII APRILIS ANNO M. C. LXVIII». Cioè: Constantino De Paternione Militi Viro Armis Egregio Bucherii et Partanae Comiti Roberti Filio Mathildis Uxor Moerens Posuit VIII Aprilis Anno MCLXVIII. "BV" fu interpretata BVCCHIERI piuttosto che Butere (cioè Butera) o Buxemi (cioè Buscemi), poiché i biografi del '600 (Scipione Paternò e Colonna, e P. Giuseppe Paternò), ricostruendo l'albero genealogico dei Paternò, avevano affermato che il primo Roberto Paternò, coetaneo del granconte Ruggero, era stato signore di Bucchieri (oggi Buccheri). Tuttavia i nuovi studi di Antonio Varvaro Bruno ricostruirono il senso della lapide così: «CONSTANTINO DE PARTENIONE MILITI VIRO ARMIS EGREGIO BVTERE CUM MARTANE COMITI ROBERTI FILIO MATHILDIS UXOR MOESTISSIMA POSUIT DIE VIII APRILIS ANNO M. C. LXVIII».
30. ↑  Si consulti in particolare la Lettera (Cfr Atti dei Giurati, 1516, f. 244) che i giurati di Catania scrissero a papa Paolo II nell’aprile del 1469 per raccomandargli Giovanni Paternò (poi arcivescovo di Palermo, cardinale e tre volte presidente del Regno). In questa lettera, tali giurati, nel descrivere la nobiltà di Giovanni (sulla cui tomba appare lo stemma dei Paternò-Barcellona), osservavano, fra l’altro, che il conte Ruggero aveva voluto che l’Arma dei Paternò fosse posta accanto alla sua e a quella della Città di Catania sopra l’architrave del Duomo di Catania. Il terribile terremoto della fine del 1600 fece cadere tali stemmi e mai più furono rimessi al loro posto.
31. ↑  Questa dominazione durò da Federico II di Svevia al momento nel quale Manfredi di Sicilia, figlio naturale di Federico II e di Bianca dei conti Lancia di Monferrato, fu sconfitto da Carlo d’Angiò (1266). Carlo d’Angiò poi perse la Sicilia nel 1282 a seguito dei Vespri Siciliani che sancirono la divisione del regno: la Sicilia sotto gli Aragonesi di Pietro III e il resto (Napoli e il sud d’Italia) agli Angioini.
32. ↑  La linea dei Principi di Valsavoia è oggi conosciuta come Moncada Paternò Castello (anziché Paternò Castello) dopo che Gaspare Paternò Castello dei baroni di Galizzi nel 1707 aggiunse il cognome Moncada al proprio per un impegno ereditario da un prozio Moncada (fratello di sua nonna Margherita)
33. ↑  Nel XX sec. Don Giovanni, II Duca Paternò Castello ha solo una erede donna (Donna Carmela) che sposa Giocchino Battiato. Con R.D. 18/12/1941 il titolo passa da Don Giovanni al nipote Enrico (III Duca Battiato Paternò Castello), ma non più facente parte al Casato dei Paternò tanto che nel libro “Elenco Nobiliare Siciliano” pubblicato nel 2004 a Cura del Corpo della Nobiltà Italiana, Commissione Araldico-Genealogica Siciliana, tale casa appare come Battiato Paternò Castello.
34. ↑  Estintosi nella famiglia Borghese con il matrimonio del 1927 tra Angela Paternò, dama di corte della Regina d'Italia, la VII principessa di Sperlinga dei Manganelli con Flavio principe Borghese, XII principe di Sulmona
35. ↑  Palazzo del Toscano, a Catania sorge in piazza Stesicoro all'angolo Via Etnea. Partendo da una precedente costruzione dei primi del Settecento, il palazzo fu ampliato intorno al 1870 su progetto dell'architetto milanese Enrico Alvino. Come si diceva, ai primi del Settecento, su progetto dell'insigne architetto Gian Battista Vaccarini, già esisteva questo importante manufatto, ma la sua edificazione si fermò al primo piano soprastante gli ampi locali di servizio sulla strada, scanditi dagli archi in pietra bianca e nera tipici di altri monumenti del barocco catanese. Abitato dalla famiglia Tedeschi Bonadies, Baroni di Villermosa, nel 1858 fu destinato dall'ultimo discendente della casata al nipote Antonino Paternò 1º Marchese del Toscano, che di lì a poco sarebbe divenuto primo sindaco di Catania, malgrado le precedenti affermazioni di fede borbonica. Il Marchese del Toscano decise di continuare la costruzione del palazzo, rimaneggiandone però l'architettura complessiva. Dopo un primo incarico al torinese Poletti, più rispettoso del primitivo impianto del Vaccarini, il marchese si affidò all'architetto milanese (ma attivo a Napoli) Enrico Alvino che realizzò un'architettura neorinascimentale compatta e severa, ma chiaramente influenzata dall'eclettismo artistico dell'Ottocento e, insieme, dal gusto per gli ambienti "a tema" proprio dei palazzi napoletani. Il progetto di Alvino, fu ben presto d'ispirazione per altri palazzi della città come il vicino Palazzo Beneventano della Corte. I decori e l'arredamento della Sale di Rappresentanza, nonché i rivestimenti marmorei e gli affreschi del grandioso scalone d'onore, furono cura dell'erede primogenito Giovanbattista Paternò, II marchese del Toscano sposato a una Caracciolo di Napoli e anch'egli sindaco di Catania in periodi alterni, tra cui quello coincidente con il completamento e l'inaugurazione del Teatro Massimo Vincenzo Bellini. Per i decori furono chiamati i migliori artisti disponibili in quel momento sulla piazza catanese, da Alessandro Abate e Giuseppe Sciuti.
36. ↑  Gonzales Paternò sposò Isabella d'Aragona, pronipote di re Juan di Navarra e di Aragona e figlia di don Alfonso, conte di Ribacorge e di Isabella, figlia a sua volta del duca di Cardona.
37. ↑  Olivella Paternò, figlia di Tommaso Paternò, a sua volta figlio di Simone Paternò (-1196) sposa nel 1297 Enrico Grimaldi, patrizio genovese dei Signori di Monaco
38. ↑  Con il matrimonio tra Silvia Paternò di Spedalotto e il principe Amedeo di Savoia, Duca d'Aosta
39. ↑  Don Achille (1870 -1924), dei marchesi di Regiovanni, ecc. sposa (1894) donna Luisa Alliata, figlia del principe Don Giovanni e di Donna Marianna Notarbartolo e Pignatelli dei principi di Sciara
40. ↑  Franceschiello, IV barone dei Supplementi di Trapani, Mazzara e Sciacca sposò Agatuzza Asmundo (c1475); Eleonora, figlia di Giacinto (1645-1693), II barone di Bicocca, dei principi di Biscari, sposò Baldassarre Asmundo ecc
41. ↑  Donna Anna (1681) sposò Giovanni Branciforte, dei principi di Scordia in seconde nozze
42. ↑  Don Riccardo (1913-1995), balì gran croce di onore e devozione del Sovrano Militare Ordine di Malta, dei marchesi del Toscano. sposa (1939) Donna Maria Bonaccorsi dei principi di Reburdone
43. ↑  Don Giuseppe (1849 - 1921), barone del Cugno sposa Stefanina Bonanno
44. ↑  Ruggero (?-1193/1197), III conte di Buccheri e signore di Paternò (appare anche in un documento del 9 settembre 1193 che certificava una donazione del conte Bartolomeo de Luci al monastero di Santa Maria di Roccamadore e anche citato dal famoso araldista Filadelfo Mugnos), sposa Gaudiosa Bonello, figlia di Matteo Bonello, tra i primi Baroni del Regno di Guglielmo I
45. ↑  Don Gaetano Maria (1798 - 1854), VIII duca di Carcaci, VI barone di Placa e Bajana ecc. sposa in seconde nozze (1848) donna Fernanda Grifeo, figlia di don Vincenzo VIII principe di Partanna e di donna Agata Gravina principessa di Palagonia e Lercara
46. ↑  Per esempio, Vincenzo (1630-1675), II principe di Biscari, X barone di Aragona, Cuba e Sparacogna, barone dei Supplimenti di Mazzara, Trapani e Sciacca, sposa Felicia Gravina Crujllas dei principi di Palagonia; Don Santo Paternò di Sessa, sposò Maria Leonora Gravina Cruyllas, principessa di Valsavoia (1773); Donna Maria Gaetana, che sposò Carlo Gravina Cruyllas, principe di Valsavoia (c.1825); Don Consalvo, IV barone di Villasmundo ecc. sposa donna Teresa Gravina Cruyllas dei principi di Montevago (c. 1750) ecc.
47. ↑  Don Vincenzo (1861-1918), XV marchese di Regiovanni, IV marchese di Spedalotto, ecc. sposa (1886) donna Silvia Lanza Filingeri, figlia di don Giuseppe Antonio, I principe di Mirto e di donna Silvia Paternò dei principi di Sperlinga dei Manganelli
48. ↑  Giovannello, V barone della Terza Dogana (1502) sposa Francesca Moncada, figlia di Pietro, barone della Ferla; Sigismondo detto “il Virtuoso” ambasciatore in Aragona nel 1492 sposa in seconde nozze donna Alda Moncada dei Baroni della Ferla ecc
49. ↑  Don Giuseppe Alvaro (1842-1916), XIII principe di Sperlinga dei Manganelli, VI duca di Palazzo, ecc. sposa (1864) donna Felicia Monroy, dei principi di Pandolfina (+1865); Don Achille (1951-), XVIII marchese di Regiovanni (1625), XXXIII barone di Regiovanni, sposa (1985) donna Anna Maria Monroy, figlia di don Salvatore duca di Giampilieri e di Donna Antonietta Gagliardo dei baroni di Carpinello
50. ↑  Don Ignazio (1913-1964), dei principi di Biscari sposa (1942) donna Gaetana Nicolaci, figlia del principe Nicolaci di Villadorata
51. ↑  Don Ettore (1815-1894), XIV marchese di Regiovanni, VIII conte di Prades, ecc sposa (1859) donna Rosalia Vanni d’Archirafi, figlia di Don Giuseppe Vanni e Filingeri IV duca di Archirafi e di Donna Francesca Notarbartolo dei principi di Sciara; Don Gian Luigi (1942-2015), dei marchesi del Toscano sposa (1971) donna Barbara, dei principi Notarbartolo di Sciara; Don Antonio (1904 -1989), IX Marchese di San Giuliano, ecc sposa (1930), Maria Giulia Notarbartolo, dei Principi di Sciara.
52. ↑  Francesco (1412-1471), II barone di Imbaccari e dei Supplimenti di Mazzara, Trapani e Sciacca, I barone di Granirei (1453), Maestro di Campo del Re Alfonso V. sposa Lionetta Platamone, figlia del viceré del Regno di Sicilia, barone Battista Platamone
53. ↑  Nicola, III barone del Burgio e I barone del Pantano Salso, sposa in seconde nozze Giovannella Spadafora; Orazio (1631-1693), barone della Sigona, dei principi di Biscari sposa (1666), Anna Spadafora e Sanseverino, dei principi di Maletto; Donna Marfisa, sposò anche in seconde nozze Muzio Spadafora, principe di Maletto ecc
54. ↑  Don Camillo (1855-1879). Sposa (1872) Maria Stagno dei principi d’Alcontres
55. ↑  Don Ettore (1815-1894), XIV marchese di Regiovanni, VIII conte di Prades, III marchese di Spedalotto, ecc. sposa (1859) donna Rosalia Vanni d’Archirafi, figlia di Don Giuseppe Vanni e Filingeri IV duca di Archirafi e di Donna Francesca Notarbartolo dei principi di Sciara
56. ↑  Gualterio (1381+1432), V barone del Burgio, ambasciatore d'Aragona presso papa Martino V ecc. sposa (1411) Elisabetta Ventimiglia, figlia di Enrico VII conte di Geraci e di Bartolomea d’Aragona, dei conti di Cammarata. Elisabetta Ventimiglia discendeva da Federico II imperatore e da re Martino d’Aragona; Geronimo, barone del Vallone (1533) sposa in seconde nozze (1507), Beatricella Ventimiglia dei baroni di Passaneto; Don Vincenzo, I marchese di Regiovanni sposa Donna Maria Concetta Ventimiglia dei principi di Grammonte (c. 1800) ecc
57. ↑  Donna Angela (1901-1973), XV principessa di Sperlinga dei Manganelli, VIII duchessa di Palazzo, XV baronessa di Manganelli ecc. sposa don Flavio Borghese, XII principe di Sulmona, VIII principe di Manganelli
58. ↑  Ad esempio don Giovan Battista (1847-1916), II marchese del Toscano, V duca di Roccaromana sposa (1867) Donna Maria Teresa Caracciolo, V duchessa di Roccaromana, principessa di Caspoli
59. ↑  Donna Giovanna (1941) sposa (1962) il marchese Giulio Cattaneo della Volta
60. ↑  Don Diego (1970) dei marchesi di San Giuliano, ecc. sposa (2003) donna Elisabetta Fiona Corsini dei principi di Sismano
61. ↑  Niccolò, Regio Milite (1368) che sposò Giovanna Filingeri, dei baroni di San Marco
62. ↑  Donna Isabella (1892-1948), patrizia di Benevento, patrizia napoletana, patrizia di Catania sposa (1916) don Giuseppe Imperiali dei principi di Francavilla, patrizio napoletano
63. ↑  Donna Olimpia (1830-1911), patrizia di Benevento, patrizia napoletana, patrizia di Catania sposa (1854) don Francesco de Liguoro dei principi di Presicce, patrizio napoletano; Don Pasquale Maria (1865 -1952), marchese Paternò, VII marchese di Casanova, VII conte di Montecupo; IX duca di San Nicola, XII duca di Pozzomauro sposa (1887) donna Amalia de Liguoro, figlia di Don Francesco Maria dei principi di Presicce e di Donna Olimpia Paternò dei marchesi di Casanova
64. ↑  Donna Olivella (1940) sposa (1967), il conte Girolamo Marcello del Majno, patrizio veneto
65. ↑  Don Ludovico (1897-1974), marchese Paternò, VIII marchese di Casanova, X duca di San Nicola, XIII duca di Pozzomauro sposa (1930) donna Elena del Pezzo, figlia di don Nicola dei duchi di Caianello e di Maria Pia Buonocore
66. ↑  Don Alfonso Maria (1866 -1948), VIII conte di Montecupo ecc. sposa (1912) donna Maria Giannuzzi Savelli, figlia di don Raffaele XI principe di Cerenzia, patrizio di Cosenza, e di donna Giulia Mastrilli dei duchi di Marigliano
67. ↑  Don Lorenzo Paternò di San Nicola, II marchese di Casanova, I Conte di Montecupo (1714-1793), sposa Doña Emanuela Ibáñez de Mendoza dei marchesi di Mondéjar (Montescar), figlia di Don Vicente Ibáñez de Mendoza, e nipote di Don José Ibáñez de Mendoza, Cardines, Córdoba y Aragón, XII conte di Tondilla, X marchese de Mondéjar, dei duchi dell’Infantado, grande di Spagna, e discendente della casa reale di Navarra.
68. ↑  Alessandro Paternò Castello, XIII Duca di Carcaci sposa Lady Charlotte Legge, figlia di Lord Gerald Humphrey, IX Conte di Dartmouth e di Raine McCorquodale Spencer. Raine sposò in seconde nozze John Spencer, VIII Conte Spencer, padre di Lady Diana.
69. ↑  Per esempio: (i) Discendenti del matrimonio di Costantino II Paternò, conte di Butera, che sposò Matilde dell’Aquila, Drengot ed Altavilla, contessa di Avenel, e nipote di Ruggero il Normanno; (ii) al matrimonio di Gualterio Paternò con Elisabetta Ventimiglia, dei conti di Geraci, la cui madre era Bartolomea d’Aragona e il cui quadrisavolo in linea paterna era l'imperatore Federico II; (iii) al matrimonio di Ludovico Paternò con doña Emanuela Ibáñez de Mendoza dei marchesi di Mondéjar (Montescar), e discendente della casa reale di Navarra; (iv) al matrimonio di Vincenzo Paternò con donna Maria Concetta Ventimiglia, principessa di Grammonte e contessa di Prades, erede anche essa degli Svevi; (v) al matrimonio di Alfonso Paternò di San Nicola con Maria Giannuzzi Savelli, principessa di Cerenzia, discendente dei Savoia e di varie altre case reali.
70. ↑  “Nel 1757 l’Accademia del Buon Gusto e quella degli Ereini di Palermo, nel 1762 la Società degli Antiquari di Londra, nel 1772 l’Accademia dei Trasformati di Noto, nel 1773 la Società dei Palladi di Catania, nel 1775 l’Accademia dei Botanofili di Cortona, nel 1776 le Accademie dei Georgofili di Firenze, della Crusca, dei Pericolanti Peloritani di Messina, nel 1777 l’Accademia degli Ereini-Hymerei di Caltanissetta, nel 1778 l’Accademia delle Belle lettere, Scienze ed arti di Bordeaux, nella quale prese il posto del defunto Voltaire, nel 1779 l’Accademia di Scienze e Belle Lettere di Napoli, nel 1783 l’Accademia degli Speculatori di Lecce, nel 1784 la Nuova Reale Accademia di Firenze e l’Accademia degli Arcadi Numerati di Roma”. Vedi G. Guzzetta, “Per la gloria di Catania: Ignazio Paternò Castello Principe di Biscari” Agorà, Luglio- settembre 2001
71. ↑  Il francese Gastone Vuiller che ivi soggiornò, nel suo libro “La Sicilia”, (Fratelli Treves -1897), descrive così il palazzo: “sulle pareti tinte di un verde pallido, delle volute leggere si intrecciano capricciosamente e vanno a svolgersi sul soffitto in una cupola ornata di pitture aeree, Le porte hanno ornamenti d’oro opaco e d’oro lucido. La bellezza decorativa di questa sala che era un’alcova con tende fittissime ermeticamente chiuse, mi sorprende. Questo evidentemente è un antico palazzo. La sua bellezza un po’ appassita alla luce viva, conserva tutto il suo splendore nella semi oscurità. Apro la finestra e mi avanzo sul balcone che gira su tutto il piano e rimango abbagliato. ”. Ed ancora: “…In breve, con le sue malte, gli scuri Veneziani e le Porte Barocche; gli affreschi con allegorie di Gioacchino Martorana, pittore siciliano del ’700, presenti solo in pochi palazzi coevi palermitani (Palazzo Comitini, Palazzo D’Orleans, Palazzo Reale); l'alcova settecentesca con i suoi putti, i suoi tralci e le tortore che intrecciano il nido d’amore rendono ancora più preziose, “le sue collezioni”, i quadri, le cassapanche maritali del XVI e XVII secolo ivi esposte in permanenza; nonché le ceramiche siciliane, i mattoni di censo, devozionali etc.; le porcellane napoletane, francesi, etc.; i rotoli, i vasi, i ventagli, i ricami, le armi bianche e da fuoco etc., che arricchiscono volta per volta le esposizioni, ripropongono quella “Palermo felicissima” tanto menzionata da libri e riviste antiche e moderne e tanto osannata dai “viaggiatori” di allora…”.
72. ↑  Primo titolo ducale fu dato da Filippo II alla famiglia palermitana de Luna. Il primo titolo di principe fu quello di principe di Butera concesso sempre da Filippo II (22 agosto 1563) ad un'altra famiglia palermitana, quella dei Branciforte.
73. ↑  Alcuni dei titoli in calce sono giunti alla Casa Paternò da altre famiglie nobili per via di unioni matrimoniali. Allo stesso modo, alcuni dei titoli elencati sono, ad oggi, passati ad altre famiglie.
74. ↑  Donna Maria Savelli di Cerenzia, madre dei germani Roberto e Renato Paternò di Montecupo e di San Nicola era ultima della sua casa unitamente ai suoi due fratelli Emilio e Giulio in successione rispettivamente IX e X Principe di Cerenzia, entrambi defunti senza discendenza. La Commissione Araldica per le Province Napoletane con pronuncia del 17 ottobre 1981 e la Giunta Araldica Centrale del Corpo della Nobiltà Italiana, con pronuncia del 16 febbraio 1982, hanno espresso parere favorevole alla rinnovazione del titolo di Principe di Cerenzia (1697) a favore dei discendenti di Maria Savelli in ordine di primogenitura (Paternò di Cerenzia). Cfr. anche M. Pellicano Castagna, “Storia dei Feudi e dei titoli nobiliari della Calabria”, Editrice CBC, voce Cerenzia, pp. 89-96 che nota che il casato di Paternò non aveva neanche bisogno di tale autorizzazione perché succedono de jure in tale titolo.
75. ↑  Il permesso fu concesso quando, nel 1763, Ignazio Paternò Castello, V Principe di Biscari mantenne per vari mesi ed a proprie spese (aprendo cioè i propri granai privati), l’intera cittadina di Catania colpita da una grave carestia.

### Fonti
1. ↑   Famiglia Paternò, su famiglie-nobili.com.
2. ↑  (EN) Indice delle Famiglie Italiane di Nobiltà Millenaria, Renkhoff, 1983. URL consultato il 14 maggio 2023.
3. 1 2 3 4 5 6 7 8 9 10 11   Giuseppe Paladino, Paternò, in Enciclopedia Italiana, Roma, Istituto dell'Enciclopedia Italiana, 1935.
4. ↑  Il viceré Scimenez ottenne per la famiglia Paternò il perpetuo dominio di Minorca. Filadelfo Mugnos, Paternò, in Theatro Genealogico, 1650,  pp. 20-28.
5. 1 2 3   Giovanni Evangelista Di-Blasi, Storia cronologica de' vicerè, luogotenenti e presidenti del Regno di Sicilia, Dalla Stamperia Oretea, 1842. URL consultato il 14 maggio 2023.
6. 1 2 3 4   Dott. A. Mango di Casalgerardo, NOBILIARIO DI SICILIA[collegamento interrotto].
7. 1 2 3 4   Paternò, in Dizionario biografico degli italiani, Roma, Istituto dell'Enciclopedia Italiana.
8. ↑  Ignazio Paternò Castello
9. ↑   Scheda senatore DI SAN GIULIANO (PATERNÒ CASTELLO) Antonino, su notes9.senato.it, Senato della Repubblica. URL consultato il 14 maggio 2023 (archiviato dall'url originale il 4 marzo 2016).
10. 1 2 3   LA STORIA DI CASA PATERNÒ, su sardimpex.com. URL consultato il 22 maggio 2023.
11. 1 2 3 4   Teatro genologico delle famiglie nobili titolate feudatarie ed antiche nobili del fidelissimo Regno di Sicilia viuenti ed estinte. Del s. don Filadelfo Mugnos. Parte prima [-terza]. .., nella stamparia di Giacomo Mattei, 1670,  pp. 20-29. URL consultato il 14 maggio 2023.
12. ↑  Mastra Nobile
13. 1 2  Jerónimo Zurita y Castro, Anales de la Corona de Aragon, libro IX, cap. 3, foglio 284; libro XIII, cap. 55, foglio 188 e cap. 58, foglio 192; libro XVI, cap. 8, foglio 10 e foglio 58; Libro XVII, foglio 131; Libro XVIII, foglio 153; Libro XX, foglio 341.
14. ↑   F. Paternò Castello di Carcaci, L’inventario ed il testamento di Alvaro Paternò, Catania, Tipografia Zuccarello, 1930,  p. 6.
15. 1 2   Vincenzo Palizzolo Gravina, Il blasone in Sicilia ossia Raccolta araldica: Testo, Visconti & Huber, 1871. URL consultato il 14 maggio 2023.
16. 1 2   Vincenzo Castelli di Torremuzza, Fasti di Sicilia, Volume I, Pappalardo, 1820. URL consultato il 22 maggio 2023.
17. 1 2   Vincenzo Castelli di Torremuzza, Fasti di Sicilia, Volume II, Pappalardo, 1820. URL consultato il 14 maggio 2023.
18. ↑   Francesco Maria Emanuele Gaetani, Marchese di Villabianca, Parte II, Libro I, in Della Sicilia nobile, Palermo, Nella Stamperia de’Santi Apostoli, 1754,  pp. 103-105.
19. ↑   Scheda senatore DI SAN GIULIANO (PATERNÒ CASTELLO) Antonino, su notes9.senato.it. URL consultato il 14 maggio 2023 (archiviato dall'url originale il 15 maggio 2023).
20. ↑   PATERNO' CASTELLO DI CARCACI S.V. Venerando Balì Frà Ernesto decorato di Gran Cordone, su quirinale.it.
21. ↑  (EN) Grand Chancellor, su Sovereign Order of Malta. URL consultato il 15 maggio 2023.
22. ↑  Frà Michele Maria Paternò di Raddusa, eletto Gran Priore di Messina nel 1773; frà Francesco Paternò Castello di Carcaci, eletto Gran Priore di Lombardia nel 1780; frà Renato Paternò di Montecupo, eletto gran priore di Napoli e Sicilia nel 1994.
23. 1 2   Harvard University, Elenco dei cavalieri del Sovrano Militare ordine di S. Giovanni di Gerusalemme ricevuti ..., Lib.Detken & Rocholl, 1897. URL consultato il 16 maggio 2023.
24. ↑   Harvard University, Elenco dei cavalieri del S.M. ordine di S. Giovanni di Gerusalemme ricevuti ..., Lib.Detken & Rocholl, 1907. URL consultato il 16 maggio 2023.
25. 1 2   PALAZZO MANGANELLI • RICEVIMENTI - BANQUETING - MATRIMONI, su www.palazzomanganelli.it. URL consultato il 6 febbraio 2025.
26. ↑  Palazzo Paternò del Toscano
27. ↑  Castello dei Biscari
28. ↑  Introduzione di Mario Lavagetto ai Viceré, ed. Garzanti, p. XVIII.
29. ↑  (EN) Archibald Colquhoun, Frederico De Roberto and ‘The Viceroys’, in The London Magazine, vol. 1, n. 12, marzo 1962. URL consultato il 29 marzo 2024.
30. ↑  il ramo dei Paternò di Biscari alimentò la città di Catania, praticamente a sue spese, durante molte carestie come quella del 1515, 1763, 1784, 1797-98 ecc. Vedi F. Paternò Castello di Carcaci, Corpus Historiae Genealogicae Siciliae: Paternò, in Rivista del Collegio Araldico, Roma, vol. 32, 1934, pp. 247-253.
31. ↑   Collegio Araldico (a cura di), Libro d'Oro della Nobiltà Italiana, XXVI, Savigliano (Cuneo), 2022, voce "Paternò".
32. ↑  Libro d'Oro della Nobiltà Italiana Ed. 2015-2019, Collegio Araldico - Roma.
33. ↑  Giovanni Battista di Crollalanza, Dizionario storico-blasonico delle famiglie nobili e notabili italiane estinte e fiorenti, 2 voll., Pisa, 1886 (rist. an. Bologna 1981), Volume II, pp. 295-296.
34. 1 2 3  G. Delaville Le Roulx, Cartulaire général de l'Ordre des Hospitaliers de Saint Jean de Jerusalem, Paris, 1897, t. II, docc. 1347, 1441, 2069, 2155.
35. 1 2 3 4  Conte de Sexon, "Au sujet 'La science Héraldiqua et les artistes'”, in Rivista Araldica, n. 11 - novembre 1930.
36. 1 2 3 4 5 6  Antonio Varvaro Bruno, "Nuove indagini sulla contea di Paternò e Butera nel sec. XII", in Rivista Araldica, n. 12 - dicembre 1931.
37. 1 2 3  Guido Carrelli, "Hauteville e Paternò", in Rivista Araldica, n. 9 - settembre 1932
38. 1 2 3 4  Antonio Varvaro Bruno, "Hauteville e Paternò", in Rivista Araldica, n. 1, gennaio 1933.
39. ↑  Josep Segua i Salado, “El regne de Mallorca: la bandera i l'escut de les Balears”, Archivista Palma de Maiorca, 1980
40. 1 2   Denis Diderot (a cura di), Enciclopedia o Dizionario ragionato delle scienze, delle arti e dei mestieri, II, XX voce "Paternò", Repubblica di Lucca, 1766.
41. 1 2 3  Enciclopedia Rizzoli-Larousse, 1966, voce "Paternò".
42. 1 2  Mugnos, Teatro Genealogico delle Famiglie nobili di Sicilia, Vol. terzo, 1650, p. 21; Mugnos, Teatro della Nobiltà del Mondo, Napoli, 1680, p. 297.
43. ↑   John Blythe Dobson, Europäische Stammtafeln: Tables of Contents for volumes 1-23, su johnblythedobson.org. URL consultato il 15 maggio 2023 (archiviato dall'url originale il 4 ottobre 2022).
44. ↑   CATALONIA, su fmg.ac. URL consultato il 6 febbraio 2025 (archiviato dall'url originale l'8 ottobre 2024).
45. ↑  Pons i Guri & Palou i Miquel 2002, Doc 12, pp. 41–43.
46. ↑  (LA) Eduardo Junyent e Oliba (Bishop of Vich), Diplomatari i escrits literaris de l'abat i bisbe Oliba, Institut d'Estudis Catalans, 1992, ISBN 978-84-7283-204-6. URL consultato il 6 febbraio 2025.
47. ↑  (LA)  España Sagrada, tomo XLV, doc. 65 (Testamentum Bernardi comitis Bisullunensis), pp. 285-290
48. ↑   CATALONIA, su fmg.ac. URL consultato il 6 febbraio 2025.
49. ↑   Francesco, Duca di Carcaci, I Paternò di Sicilia, Catania, 1934.
50. ↑   I Paternò - Linee Antiche, su web.archive.org, 21 settembre 2010. URL consultato il 19 maggio 2023 (archiviato dall'url originale il 21 settembre 2010).
51. ↑   admin_italiamedievale, Dai Drengot ai d'Hauteville: Viaggio nell'Italia dei Normanni, su Italia Medievale, 10 aprile 2010. URL consultato il 19 maggio 2023.
52. 1 2  Antonio Varvaro Bruno, "Partanna e la lapide dei Paternò nel museo Biscari di Catania", Archivio Storico Siciliano, Palermo s. 3, vol. 5, 1953, pp. 209-243
53. 1 2  Antonio Varvaro Bruno, "Partanna nella storia, nell'arte, nella fede e nel folclore", Scuola Grafica “Don Orione”, Palermo, 1954.
54. 1 2  Mugnos, Theatro Genologico…, p. 21 e Teatro della nobiltà del mondo, p. 297.
55. ↑  Jerónimo Zurita y Castro, "Anales de la Corona de Aragon", libro IX, cap. 3, foglio 284
56. 1 2  Jerónimo Zurita y Castro, "Anales de la Corona de Aragon", libro XIII, cap. 55, foglio 188 e cap. 58, foglio 192
57. ↑  Jerónimo Zurita y Castro, "Anales de la Corona de Aragon", libro XX, cap. 65, foglio 341 “Gonzales giurò fedeltà alla Infante come appartenente alo Braccio dei cavalieri ed Infancones, mentre Juan si trovava fra i cinque sindaci di Zaragoza”
58. ↑  A. Minutolo, “Memorie del Gran Priorato di Messina”, Messina 1699, libro VIII, p. 246.
59. ↑  F. Tringhera, "Codice Aragonese", Napoli, 1868, vol. II, p. 204
60. ↑  Denis Mack Smith, Storia della Sicilia medioevale e moderna, Universale Laterza, p. 377.
61. ↑  Gualterio (secolo XII) arcivescovo di Palermo; Jaime (secolo XV), vescovo di Catania; Bernardino e Jaime (secolo XV), entrambi vescovi di Malta; Francesco (secolo XVIII), vescovo di Europo; Girolamo (secolo XVIII), arcivescovo di Messina, ecc.
62. ↑   Mugnos, Teatro Genealogico delle Famiglie nobili di Sicilia, Vol. terzo, 1650,  p. 26.
63. ↑  Donna Agata Paternò sposò Gaspare Statella, barone di Melinventre (1675); Don Antonino Paternò sposa Enrichetta Statella e Trabucco dei conti di Castagneto (1875); Olimpia Paternò sposa Giovanni Statella (1600),
64. ↑  Catania, 22 marzo 1364
65. ↑  Jerónimo Zurita y Castro, "Anales de la Corona de Aragon", libro XX, cap. 65, foglio 341
66. ↑  Jerónimo Zurita y Castro, "Anales de la Corona de Aragon", libro XVI, cap. 8, foglio 10. La cerimonia avvenne nella chiesa metropolitana del San Salvador, pontificante il Vescovo di Terragona, Don Jorge de Bardaxi.
67. ↑  Re Giovanni, Lop Ximen Durrea, viceré. Palermo 26 gennaio II Ind. 1468 (R. Canc. f. 84).
68. ↑  All’interno di questa chiesa, si trova la cinquecentesca cappella dei Paternò, che include una Pietà di Antonello Gagini
69. ↑  Frà Michele Maria Paternò di Raddusa
70. ↑  Lidia Storoni Mazzoleni, “Il Ragionamento del Principe di Biscari a madama N.N.”, Sellerio p. 24
71. ↑   ASMUNDO PATERNÒ, Giovanni Battista - Enciclopedia, su Treccani. URL consultato il 3 maggio 2025.
72. ↑  Francesco Renda, “Tanucci ed i beni dei Gesuiti in Sicilia”, Roma, Ed. di Storia e Letteratura, 1974, pp. 126-127
73. ↑  Con ordinale: Costantino I.
74. ↑  Con ordinale: Roberto II.
75. ↑  Con ordinale: Costantino II.
76. ↑  Noto come Cypres de Paternoy
77. ↑  Detto il Vecchio o il Seniore
78. ↑  Aveva altri due figli: Antonio, capostipite della linea dei Baroni di Oxina est. a metà del XVI sec. e Fabio, capostipite della linea dei Baroni del Vallone est. nel XVIII sec.
79. ↑  Noto come Berardino
80. ↑  Aveva un altro figlio, Sigismondo, capostipite della linea dei Baroni delli Manganelli est. a metà del XVII sec.
81. ↑  Noto come Theri. Aveva altri due figli. Giovannello capostipite della linea dei Baroni della Porta di Jaci (o Aci) est. nel XVII sec. e G. Antonio, capostipite della linea dei Baroni di Ramione est. nel XVII sec.
82. ↑  Con D.M. del 23 novembre 1892, la Consulta Araldica dichiarò spettare al duca Paternò di San Nicola, don Pasquale Maria (e per imprescindibile diritti a i suoi eredi) il titolo di principe di Presicce (1712) ma soprassedette al riconoscimento nell’attesa che fossero prodotti i documenti originali dell’appartenenza di detto titolo (Paternò di Presicce) pervenuto da Casa de Liguoro per via di unione matrimoniale
83. ↑  Noto come Aluisi
84. ↑  Noto come Francischello
85. ↑  Noto come Perruccio
86. ↑  Noto come Brandanello
87. ↑  Un altro suo figlio, Prospero, fu capostipite della linea dei Baroni di Xiurca (1574), Piraino e Canali (1574), est. alla metà del 1600
88. ↑  Assunse il cognome Castello. Aveva anche un fratello, Camillo, capostipite della linea dei Baroni di Sant'Alessio, est. all'inizio del XX sec.
89. ↑  Noto come Antonino
90. ↑  Nella sua storia è stata anche decorata dei titoli di Principe di Cassano, Duca d’Alessano, Duca della Castellina, Marchese della Grotteria e Conte di Simari
91. ↑  Nella sua storia è stata anche decorata dei titoli di Barone dei Porti e Marine di Val di Noto, del Portolanato di Girgenti, dei Supplimenti di Mazzara, Trapani e Sciacca, di Graneri, del Fraxinòo, di Brieni, dei Solazzi di Troina, di Regalcaccia, di Spinagallo, della Sigona o di Bonincontro, della Bicocca, di Bidani e di Imbaccari Superiore
92. ↑  Nella sua storia è stata anche decorata dei titoli di Barone di Gallizzi, Barone di Mandrascate e Barone di Camopetro
93. ↑  Nella sua storia è stata anche decorata dei titoli di Principe di Montevago, Duca di San Michele, Barone di Collabassa, di Sciare e di Castiglione
94. ↑  Un bisnipote di Mario Concetto, Giovanni Maria, Principe di Emanuel-Reburdone, fu capostipite della linea dei Duchi Paternò Castello, estinta nel XX sec. nella famiglia Battiato che ne assunse i titoli (da cui Battiato Paternò Castello). Inoltre, nella sua storia è stata anche decorata dei titoli di Duca di Gianpolo, Barone dei Porti e Marine di Val di Noto, del Portolanato di Girgenti, dei Supplimenti di Mazzara, Trapani e Sciacca, di Graneri, del Fraxinòo, di Brieni, dei Solazzi di Troina, di Regalcaccia, di Spinagallo, della Sigona o di Bonincontro, della Terra e Cugno di Carcaci e di Bicocca
95. ↑  Nella sua storia è stata anche decorata dei titoli di Barone di Scordia Suprema, di Destra, di Bufaledi, di Caddedi, di Regalcaccia e di Spiganello, d’Intorrella, di Bidani, di Polino, della Scala e di Rigilifi
96. ↑   Palazzo Biscari è l’edificio più importante dell’architettura del '700 a Catania., su Palazzo Biscari. URL consultato il 6 febbraio 2025.
97. ↑   Palazzotto Biscari alla Collegiata | Università di Catania, su www.unict.it. URL consultato il 27 settembre 2023.
98. ↑   Centro Regionale per l'Inventario, la Catalogazione e la Documentazione grafica, fotografica, aerofotogrammetrica, audiovisiva – Fondo storico "Ente per i palazzi e le ville di Sicilia" - Catania - Palazzo Manganelli Borghese [collegamento interrotto], su cricd.it.
99. ↑   itCatania - Il meraviglioso Palazzo Paternò del Toscano, su catania.italiani.it. URL consultato il 6 febbraio 2025 (archiviato dall'url originale il 15 dicembre 2024).
100. ↑   Palazzo Paternò Castello di Carcaci (Catania), su cricd.it. URL consultato il 21 maggio 2023 (archiviato dall'url originale il 23 gennaio 2022).
101. ↑  (IT) Palazzo Malvagna Spedalotto · Via Lungarini, 25, 90133 Palermo PA, Italia, su Palazzo Malvagna Spedalotto · Via Lungarini, 25, 90133 Palermo PA, Italia. URL consultato il 6 febbraio 2025.
102. ↑   Città Digitale, Palazzo Biscari, su www.comune.mirabellaimbaccari.ct.it. URL consultato il 6 febbraio 2025.
103. ↑   siciliasi.it, su www.siciliasi.it. URL consultato il 6 febbraio 2025.
104. ↑   Castello Di Carcaci | Sicilia | Centuripe, su icastelli.it. URL consultato il 6 febbraio 2025.
105. ↑   Elio Miccichè e Armando Villani, Catania sparita e “ricostruita”, Edizioni Incontri, 1º dicembre 2015, ISBN 978-88-32053-18-0. URL consultato il 27 settembre 2023.
106. ↑  (EN) Villa San Giuliano in Sicily: Historical Villa to Rent with Pool & Tennis, su Excellence.Villas - Luxury Villas in Italy. URL consultato il 6 febbraio 2025.
107. ↑  D. Guglielmini, Catania distrutta, Agostino Epiro, 1695
108. ↑  Villa Scabrosa, Comune di Catania
109. ↑   Palazzo Biscari - Catania, su turismoct.myhostingweb.com. URL consultato il 15 maggio 2023.